# Juillac-le-Coq
Pour les articles homonymes, voir Juillac et Le Coq (homonymie).
Juillac-le-Coq est une commune du sud-ouest de la France, située dans le département de la Charente (région Nouvelle-Aquitaine).
Ses habitants sont les Juillacais et les Juillacaises.

## Géographie

### Localisation et accès
Juillac-le-Coq est une commune située à l'ouest du département de la Charente, proche de la Charente-Maritime.
Le bourg de Juillac-le-Coq est situé à 5 km au sud-ouest de Segonzac, 13 km au sud-est de Cognac et 33 km à l'ouest d'Angoulême. Il est aussi à 8 km d'Archiac et 16 km de Barbezieux.
Le bourg de Juillac-le-Coq est situé sur la D 736 entre Jarnac et Saint-Fort-sur-le-Né par Segonzac, qui rejoint à Saint-Fort la D 731 reliant Cognac à Barbezieux.

### Hameaux et lieux-dits
Les principaux hameaux de la commune sont : Boucqueville, sur la route de Roissac; les Gabloteaux; le Foucaudat, près du bourg ; l'Échalotte, dans l'ouest de la commune, etc..

### Communes limitrophes
|                      | Angeac-Champagne | Segonzac             |
| Saint-Fort-sur-le-Né | Juillac-le-Coq   | Lignières-Ambleville |
|                      | Verrières        |                      |

### Géologie et relief
Comme toute cette partie rive gauche de la  Charente entre Angoulême et Cognac, c'est une zone calcaire datant du Crétacé avec cuestas.
La commune est occupée par le Campanien (Crétacé supérieur), calcaire crayeux, qui occupe une grande partie du Sud Charente et qu'on appelle la Champagne. La commune est limitée au nord par une cuesta regardant vers le nord. Une petite zone d'argile sableuse datant du Tertiaire occupe le sommet du plateau au sud-est, au Terrier du Coq,,.
Située au centre de la Grande Champagne, la commune de Juillac-le-Coq est comprise dans sa partie la plus accidentée et, dans le sud de la commune, on trouve une des collines les plus élevées de la contrée.
C'est le Terrier du Coq, mamelon haut de 132 m et point culminant de la commune, que l'on remarque par sa situation isolée, ainsi que par les bois qui en couvrent le sommet. Du haut de ce belvédère, la vue s'étend au loin sur la vallée du Né, et, au-delà, sur une grande partie de la Petite Champagne d'Archiac et de Barbezieux.
Le point le plus bas de la commune est à 26 m, situé en limite nord-ouest près d'Angeac. Le bourg est à environ 55 m d'altitude.

### Hydrographie

#### Réseau hydrographique

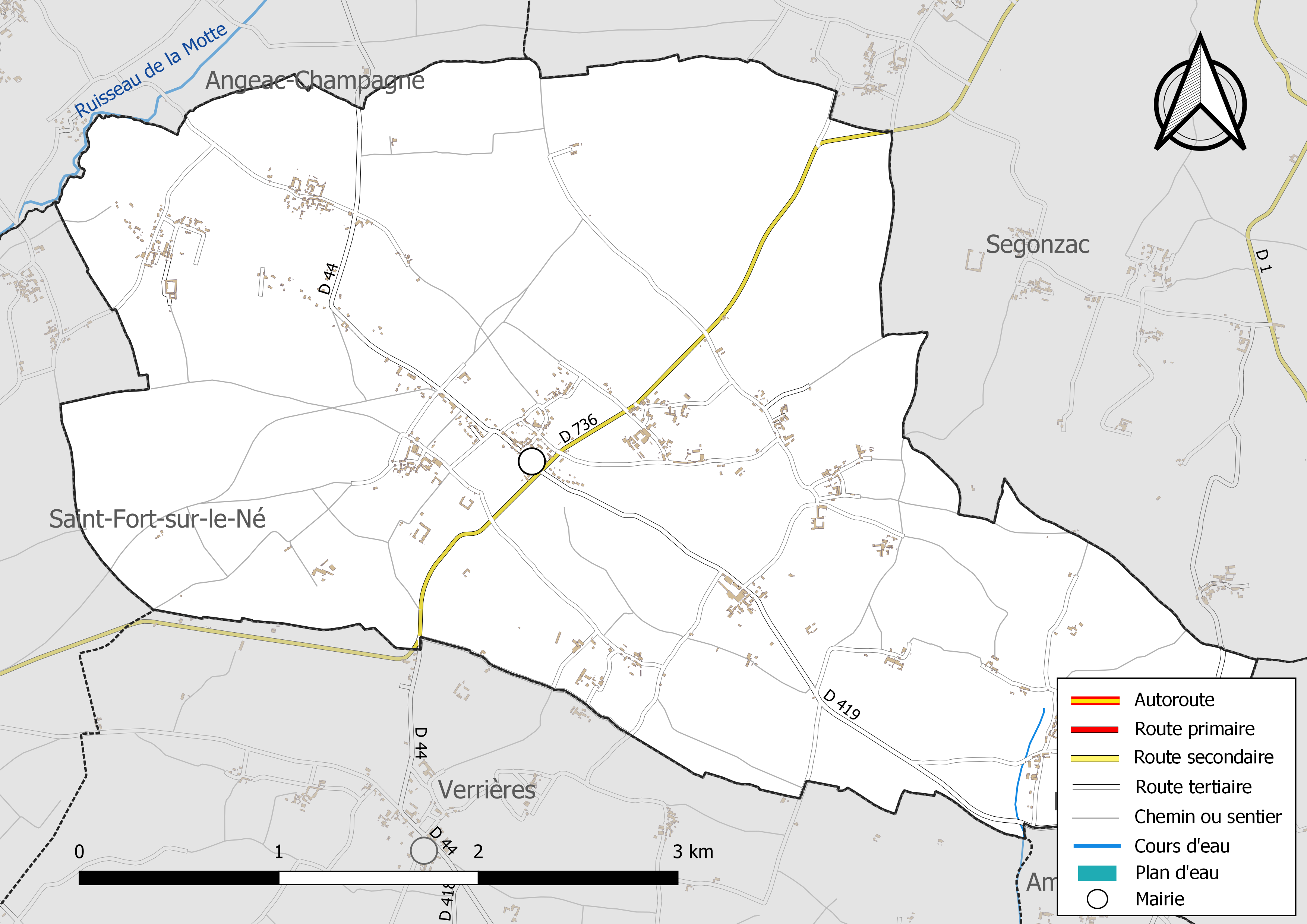
Réseaux hydrographique et routier de Juillac-le-Coq.

La commune est située dans le bassin versant de la Charente au sein  du Bassin Adour-Garonne. Elle est drainée par le ruisseau de la Motte et par un petit cours d'eau, qui constituent un réseau hydrographique de 1 km de longueur totale,.
Le ruisseau de la Motte, minuscule affluent du Né donc sous-affluent de la Charente, fait la limite nord-est de la commune. Aucun autre cours d'eau traverse la commune. En revanche, on trouve de nombreuses sources, comme la Font du Peu à l'est du bourg, la Font Petite au sud, ou la source du Coq au sud-est.

#### Gestion des eaux
Le territoire communal est couvert par le schéma d'aménagement et de gestion des eaux (SAGE) « Charente ». Ce document de planification, dont le territoire correspond au bassin de la Charente, d'une superficie de 9 300 km2, a été approuvé le 19 novembre 2019. La structure porteuse de l'élaboration et de la mise en œuvre est l'établissement public territorial de bassin Charente. Il définit sur son territoire les objectifs généraux d’utilisation, de mise en valeur et de protection quantitative et qualitative des ressources en eau superficielle et souterraine, en respect des objectifs de qualité définis dans le troisième SDAGE  du Bassin Adour-Garonne qui couvre la période 2022-2027, approuvé le 10 mars 2022.

### Climat
Comme dans les trois quarts sud et ouest du département, le climat est océanique aquitain.

## Urbanisme

### Typologie
Au 1er janvier 2024, Juillac-le-Coq est catégorisée commune rurale à habitat dispersé, selon la nouvelle grille communale de densité à 7 niveaux définie par l'Insee en 2022.
Elle est située hors unité urbaine. Par ailleurs la commune fait partie de l'aire d'attraction de Cognac, dont elle est une commune de la couronne,. Cette aire, qui regroupe 44 communes, est catégorisée dans les aires de 50 000 à moins de 200 000 habitants,.

### Occupation des sols
L'occupation des sols de la commune, telle qu'elle ressort de la base de données européenne d’occupation biophysique des sols Corine Land Cover (CLC), est marquée par l'importance des territoires agricoles (96,2 % en 2018), en diminution par rapport à 1990 (98,2 %). La répartition détaillée en 2018 est la suivante : 
cultures permanentes (72,4 %), zones agricoles hétérogènes (21,4 %), terres arables (2,4 %), zones urbanisées (2 %), forêts (1,8 %). L'évolution de l’occupation des sols de la commune et de ses infrastructures peut être observée sur les différentes représentations cartographiques du territoire : la carte de Cassini (XVIIIe siècle), la carte d'état-major (1820-1866) et les cartes ou photos aériennes de l'IGN pour la période actuelle (1950 à aujourd'hui).

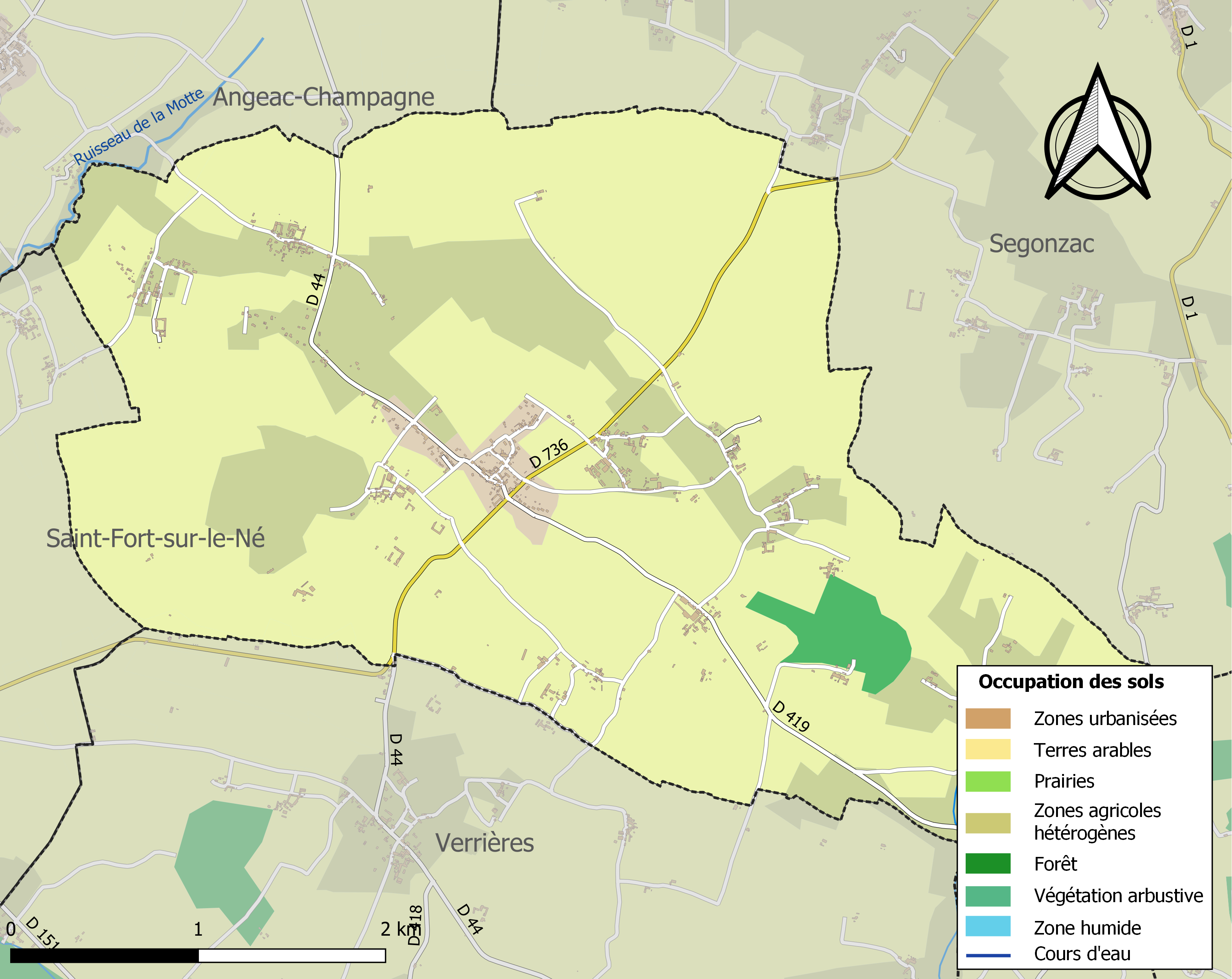
Carte des infrastructures et de l'occupation des sols de la commune en 2018 (CLC).

### Risques majeurs
Le territoire de la commune de Juillac-le-Coq est vulnérable à différents aléas naturels : météorologiques (tempête, orage, neige, grand froid, canicule ou sécheresse) et séisme (sismicité faible). Un site publié par le BRGM permet d'évaluer simplement et rapidement les risques d'un bien localisé soit par son adresse soit par le numéro de sa parcelle.

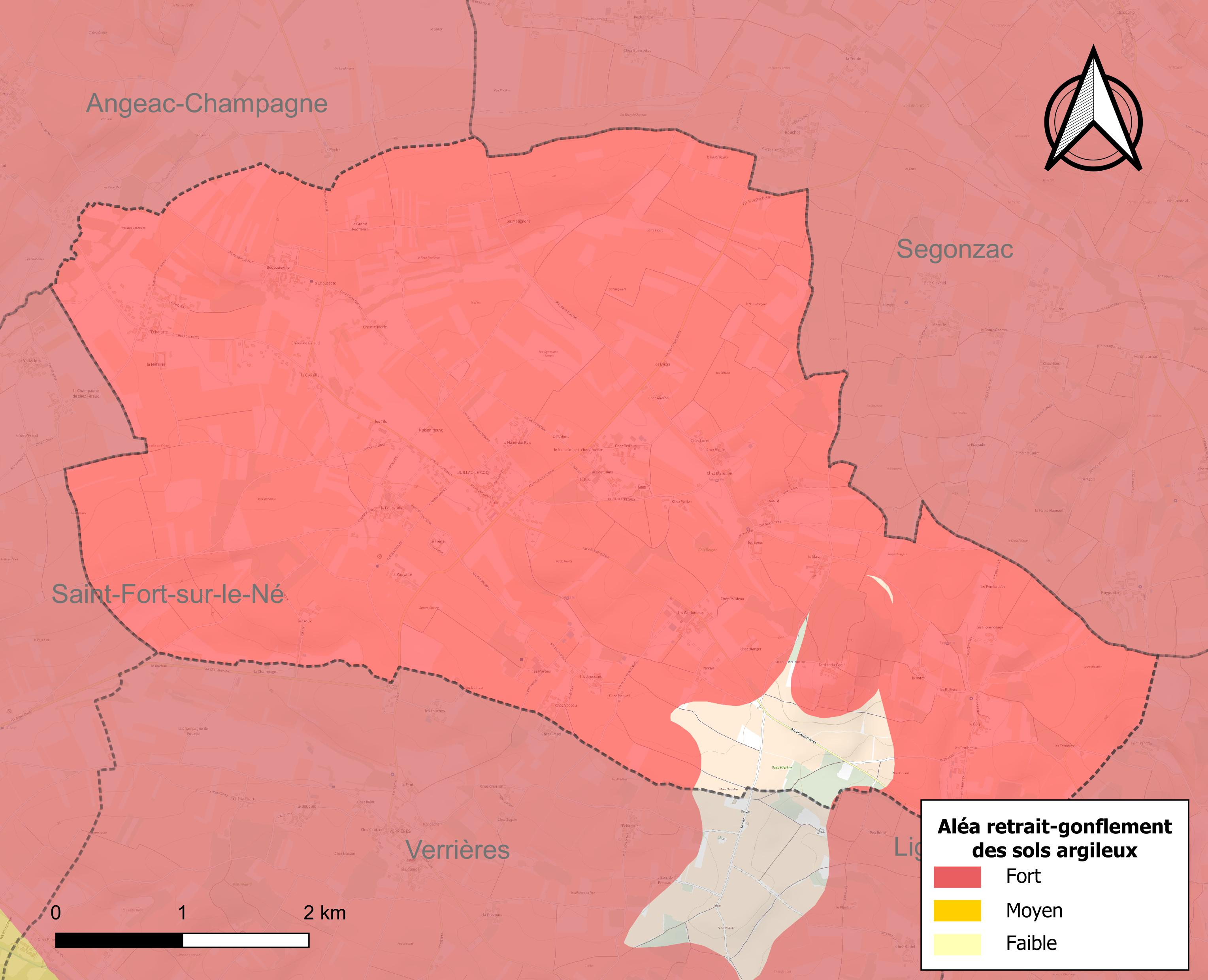
Carte des zones d'aléa retrait-gonflement des sols argileux de Juillac-le-Coq.

Le retrait-gonflement des sols argileux est susceptible d'engendrer des dommages importants aux bâtiments en cas d’alternance de périodes de sécheresse et de pluie. 96,1 % de la superficie communale est en aléa moyen ou fort (67,4 % au niveau départemental et 48,5 % au niveau national). Sur les 349 bâtiments dénombrés sur la commune en 2019,  349 sont en aléa moyen ou fort, soit 100 %, à comparer aux 81 % au niveau départemental et 54 % au niveau national. Une cartographie de l'exposition du territoire national au retrait gonflement des sols argileux est disponible sur le site du BRGM,.
Par ailleurs, afin de mieux appréhender le risque d’affaissement de terrain, l'inventaire national des cavités souterraines permet de localiser celles situées sur la commune.
La commune a été reconnue en état de catastrophe naturelle au titre des dommages causés par les inondations et coulées de boue survenues en 1982, 1986, 1992, 1993, 1999 et 2016. Concernant les mouvements de terrains, la commune a été reconnue en état de catastrophe naturelle au titre des dommages causés par des mouvements de terrain en 1999.

## Toponymie
Les formes anciennes sont Julliaco en 1095, aecclesia Juliaci en 1110, Jullac en 1157, Julac en 1162.
L'origine du nom de Juillac remonterait à l'anthroponyme romain Julius auquel est apposé le suffixe -acum, ce qui correspondrait à Juliacum, « domaine de Julius »,.
Talbert avance que Lecoq a été le nom d'un propriétaire, ajouté à Juillac pour le distinguer de Petit Juillac (commune de Saint-Martial-sur-Né, Charente-Maritime). Au XVIIIe siècle, la paroisse est cartographiée Juillac le Cocq,.

## Histoire
La présence d'un fossé circulaire protohistorique au lieu-dit Saint-Pierre et d'un camp néolithique près du hameau des Matignons montrent l'ancienneté de l'occupation du lieu. La découverte des camps préhistoriques des Matignons a donné son nom à la culture des Matignons.
Juillac-le-Coq était une dépendance de la châtellenie de Bouteville et appartenait par conséquent aux comtes d'Angoulême.
Vers 1147, Guillaume VI Taillefer engage la seigneurie de Juillac au chapitre de la cathédrale d'Angoulême pour réunir l'argent de l'expédition pour accompagner Louis VII à la Croisade. Mais, à son retour, il ne peut pas récupérer ses biens ni ses droits de haute, moyenne et basse justice.
Le 10 décembre 1308 par un accord entre les chanoines et le comte Hugues de Lusignan les habitants de la paroisse sont exemptés de tous services, bans, corvées, guet, garde et réparations du château de Bouteville. Ces privilèges furent confirmés par deux fois par le comte Jean d'Angoulême.
Pendant la première moitié du XXe siècle, la commune était desservie par la petite ligne ferroviaire d'intérêt local à voie métrique des Chemins de fer économiques des Charentes allant de Cognac à Barbezieux, appelée le Petit Mairat.

## Administration
| Période                                  | Période  | Identité           | Étiquette | Qualité                  |
| ---------------------------------------- | -------- | ------------------ | --------- | ------------------------ |
| Les données manquantes sont à compléter. |          |                    |           |                          |
| 2001                                     | 2008     | Pascale Ragonneau  |           |                          |
| 2008                                     | 2014     | Roger Livet        |           | Chef de culture retraité |
| 2014                                     | 2020     | Jean-Marie Nouveau |           | Électricien retraité     |
| 2020                                     | En cours | Brice Dezemerie    |           | Gérant de société        |

## Démographie

### Évolution démographique
L'évolution du nombre d'habitants est connue à travers les recensements de la population effectués dans la commune depuis 1793. Pour les communes de moins de 10 000 habitants, une enquête de recensement portant sur toute la population est réalisée tous les cinq ans, les populations de référence des années intermédiaires étant quant à elles estimées par interpolation ou extrapolation. Pour la commune, le premier recensement exhaustif entrant dans le cadre du nouveau dispositif a été réalisé en 2005.

En 2022, la commune comptait 655 habitants, en évolution de +0,46 % par rapport à 2016 (Charente : −0,48 %, France hors Mayotte : +2,11 %).
| 1793 | 1800 | 1806 | 1821 | 1831 | 1841 | 1846 | 1851 | 1856 |
| ---- | ---- | ---- | ---- | ---- | ---- | ---- | ---- | ---- |
| 707  | 820  | 791  | 914  | 897  | 893  | 906  | 921  | 952  |

| 1861 | 1866 | 1872 | 1876 | 1881 | 1886 | 1891 | 1896 | 1901 |
| ---- | ---- | ---- | ---- | ---- | ---- | ---- | ---- | ---- |
| 972  | 956  | 940  | 887  | 727  | 644  | 603  | 612  | 682  |

| 1906 | 1911 | 1921 | 1926 | 1931 | 1936 | 1946 | 1954 | 1962 |
| ---- | ---- | ---- | ---- | ---- | ---- | ---- | ---- | ---- |
| 713  | 760  | 755  | 739  | 781  | 775  | 684  | 785  | 786  |

| 1968 | 1975 | 1982 | 1990 | 1999 | 2005 | 2006 | 2010 | 2015 |
| ---- | ---- | ---- | ---- | ---- | ---- | ---- | ---- | ---- |
| 748  | 673  | 637  | 684  | 654  | 657  | 663  | 668  | 652  |

| 2020 | 2022 | - | - | - | - | - | - | - |
| ---- | ---- | - | - | - | - | - | - | - |
| 652  | 655  | - | - | - | - | - | - | - |

### Pyramide des âges
En 2018, le taux de personnes d'un âge inférieur à 30 ans s'élève à 29,2 %, soit en dessous de la moyenne départementale (30,2 %). À l'inverse, le taux de personnes d'âge supérieur à 60 ans est de 31,6 % la même année, alors qu'il est de 32,3 % au niveau départemental.
En 2018, la commune comptait 337 hommes pour 313 femmes, soit un taux de 51,85 % d'hommes, largement supérieur au taux départemental (48,41 %).
Les pyramides des âges de la commune et du département s'établissent comme suit.
| Hommes | Classe d’âge | Femmes |
| ------ | ------------ | ------ |
| 1,2    | 90 ou +      | 2,9    |
| 7,4    | 75-89 ans    | 8,3    |
| 20,4   | 60-74 ans    | 23,2   |
| 21,6   | 45-59 ans    | 24,2   |
| 16,9   | 30-44 ans    | 15,9   |
| 15,1   | 15-29 ans    | 9,2    |
| 17,5   | 0-14 ans     | 16,2   |

| Hommes | Classe d’âge | Femmes |
| ------ | ------------ | ------ |
| 1      | 90 ou +      | 2,7    |
| 9,2    | 75-89 ans    | 12     |
| 20,6   | 60-74 ans    | 21,3   |
| 20,7   | 45-59 ans    | 20,3   |
| 16,8   | 30-44 ans    | 16     |
| 15,6   | 15-29 ans    | 13,4   |
| 16,1   | 0-14 ans     | 14,3   |

## Économie

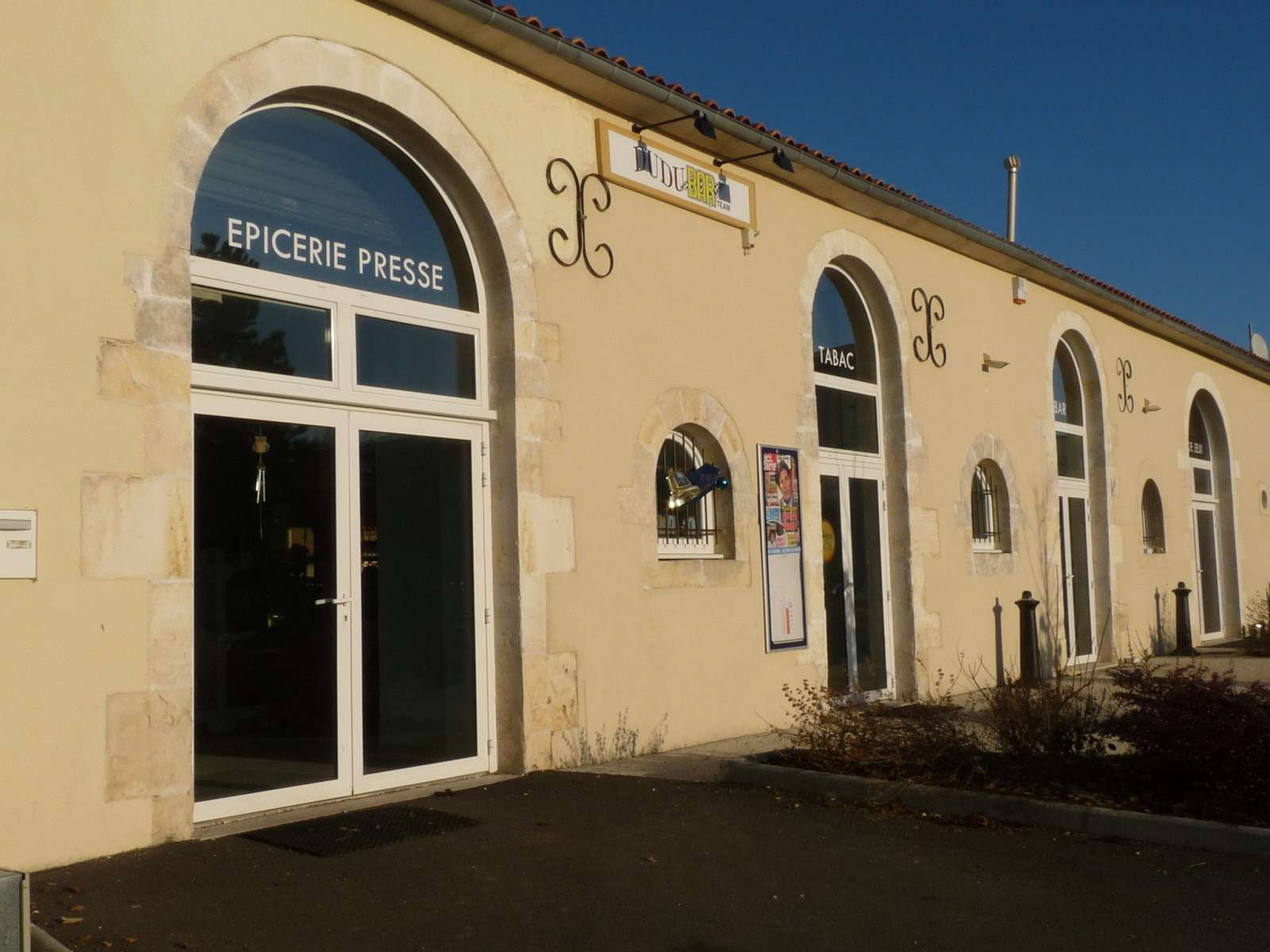
Le multiple rural.

La viticulture est la principale ressource de Juillac-le-Coq. Cette commune agricole située en zone de Grande Champagne, premier cru classé du cognac, comporte deux importantes distilleries, dont la distillerie du Peu des établissements Hennessy ainsi qu'une imprimerie dont l'activité principale est le packaging.
Les commerces sont une boulangerie et un bar-tabac-épicerie, les artisans une coiffeuse, un peintre et un plombier-chauffagiste.
Le Logis du Frêne est un hôtel de charme.

## Équipements, services et vie locale

### Enseignement
Juillac possède une école primaire publique comprenant quatre classes, dont une de maternelle. Le secteur du collège est Segonzac.

### Santé
Il y a une infirmière.

### Sports

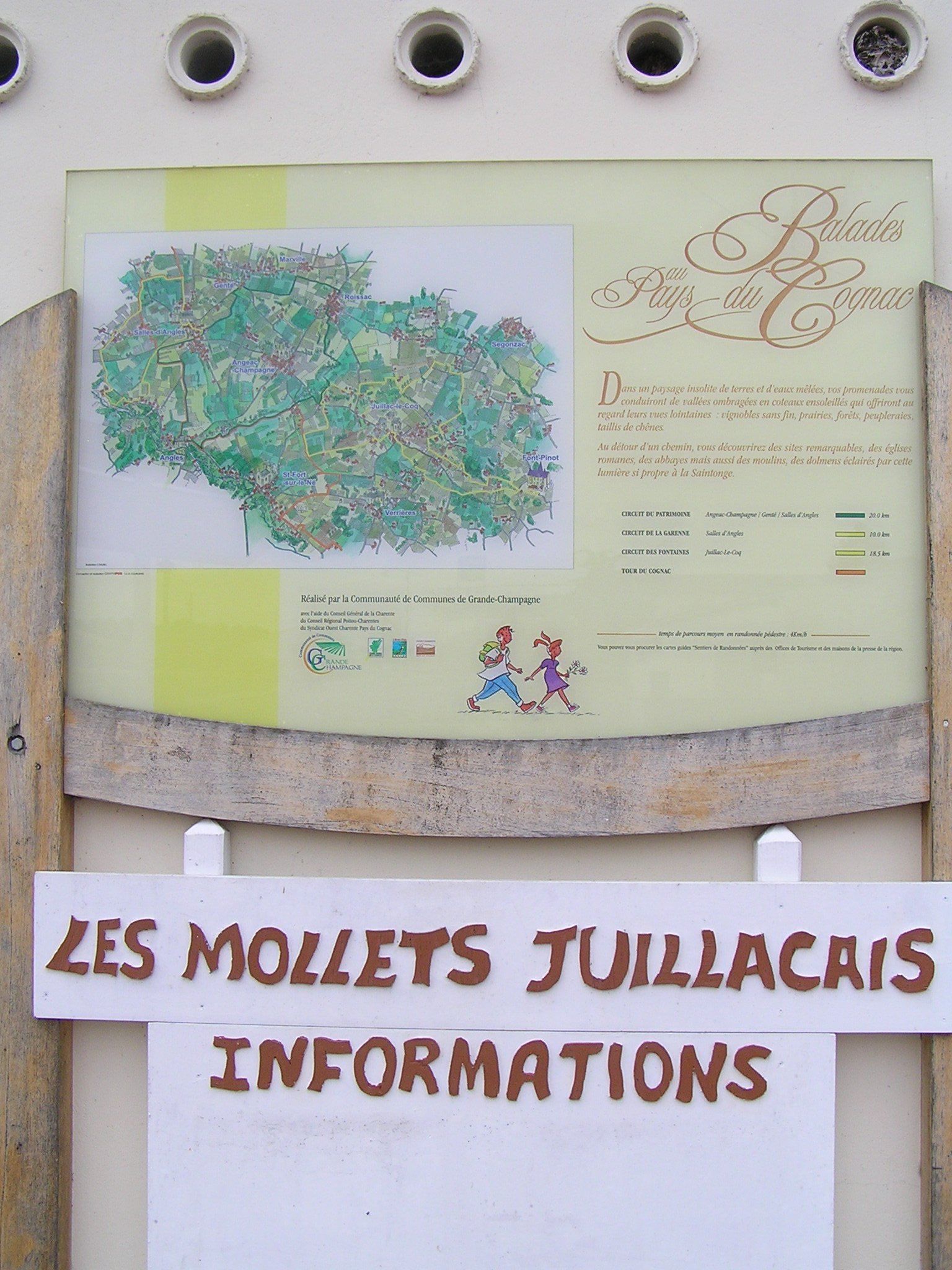
Mollets juillacais.

Les clubs et associations sont nombreux : pétanque, Société de chasse, Essor juillacais, Mollets juillacais, Bécanes juillacaises.

### Culture et vie locale
Le club de l'Amitié et le Théâtre de Juillac le Coq animent la commune.

## Lieux et monuments

### Patrimoine religieux

#### Église Saint-Martin
L'église paroissiale Saint-Martin était une vicairie perpétuelle unie au chapitre de la cathédrale d'Angoulême depuis le début du IXe siècle. La construction du bâtiment actuel date des XIIe et XIVe siècles. La nef et les collatéraux sont au moins des premières années du XIe siècle ; les murs qui séparent les nefs sont percés de grandes arcades reposant sur des pieds droits. Aucun pilastre ne supportait les voûtes, qui faisaient défaut et qui étaient remplacées, au-dessus des fenêtres de la nef, par un riche plafond en charpenterie.
Le sanctuaire est postérieur, ainsi que les chapelles du transept. Le clocher est à deux étages ; l'étage supérieur est du XVIe siècle. Il renferme une superbe sonnerie de trois cloches. L'édifice aurait été ruiné en 1568 et restauré en 1595, 1597, 1655, 1679 et 1714. On lui a ajouté une sacristie en 1740. Il a subi de nouvelles restaurations en 1844, sous la direction de l'architecte Peronnaud, puis en 1862 et 1878.
Elle est à plan allongé à trois vaisseaux à voûte en berceau avec voûte d'ogives et coupole à trompes et clocher carré de deux étages. À l'intérieur, on peut admirer de beaux fonts baptismaux, recouverts de cuivre et de laiton.
Elle est inscrite monument historique depuis  le 5 décembre 1991.

L'église Saint-Martin
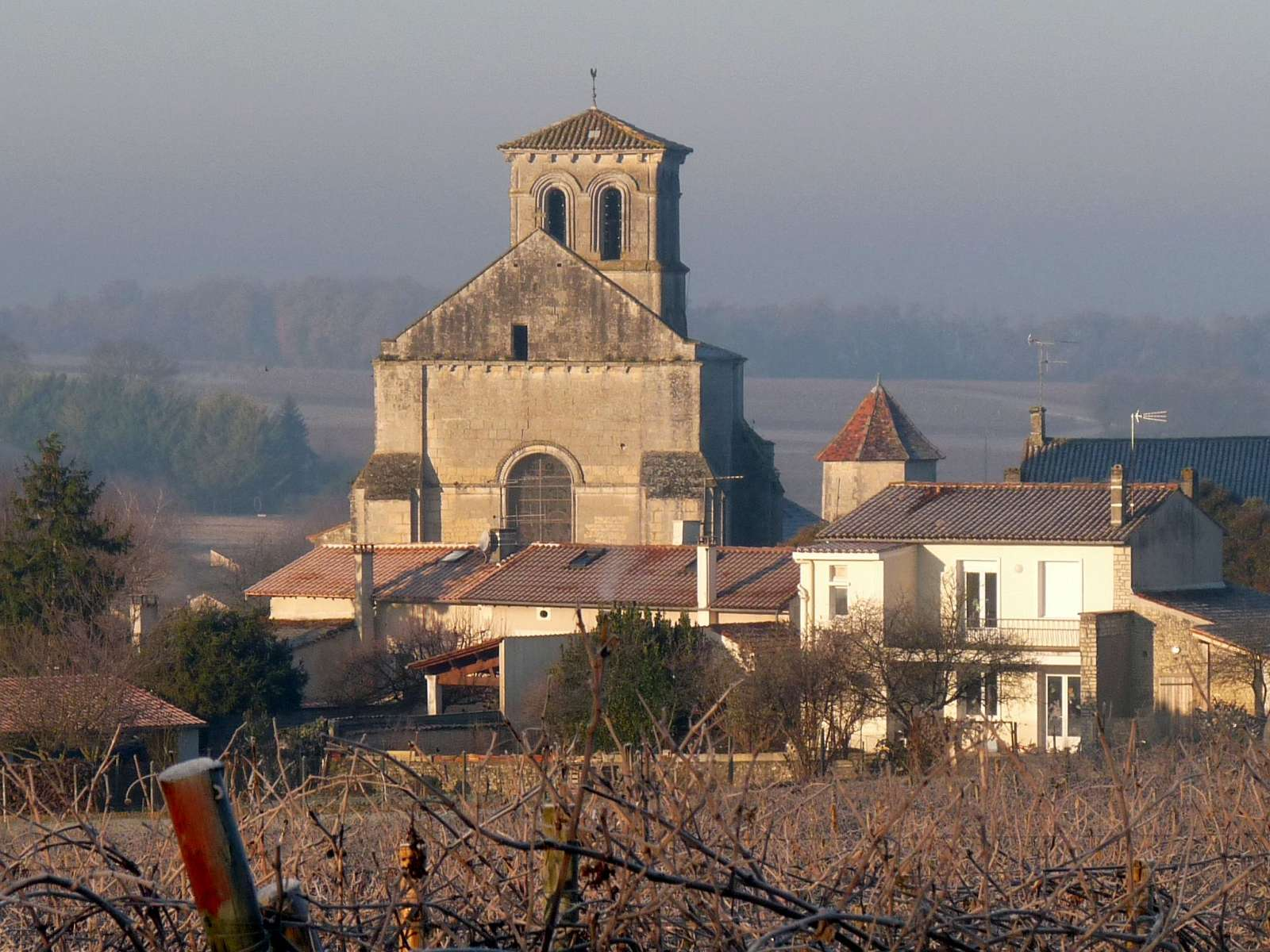
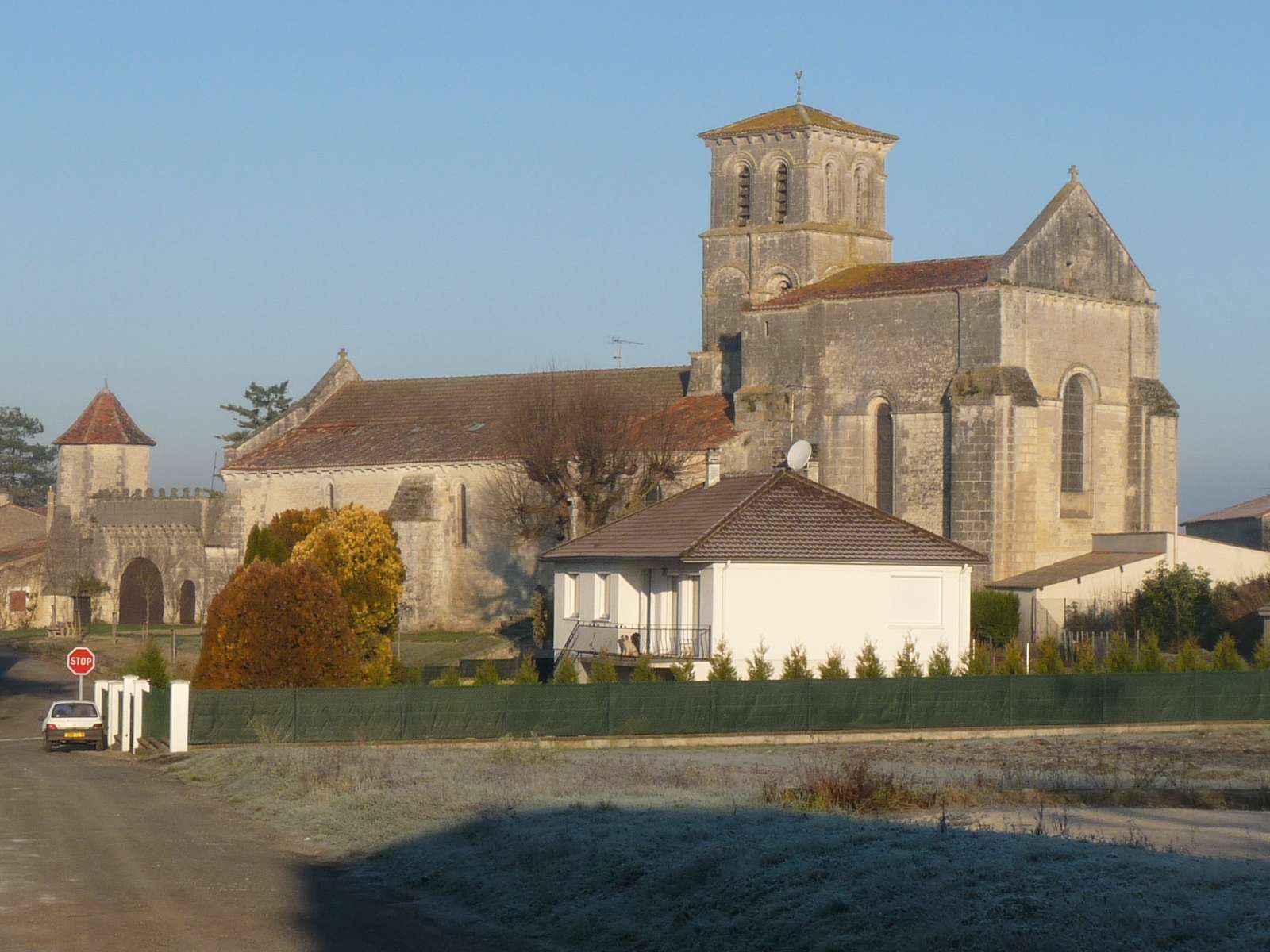
Vues générales
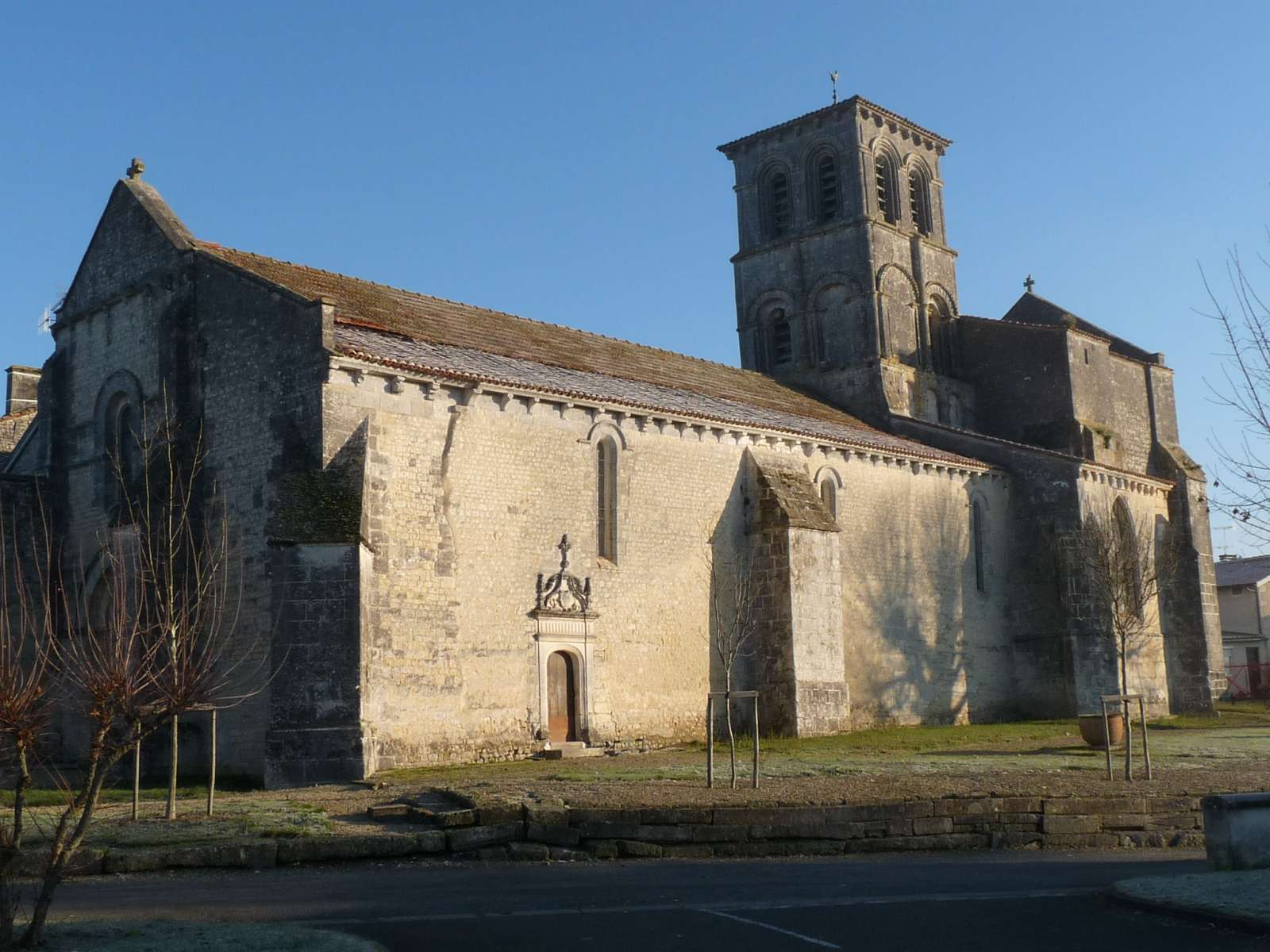
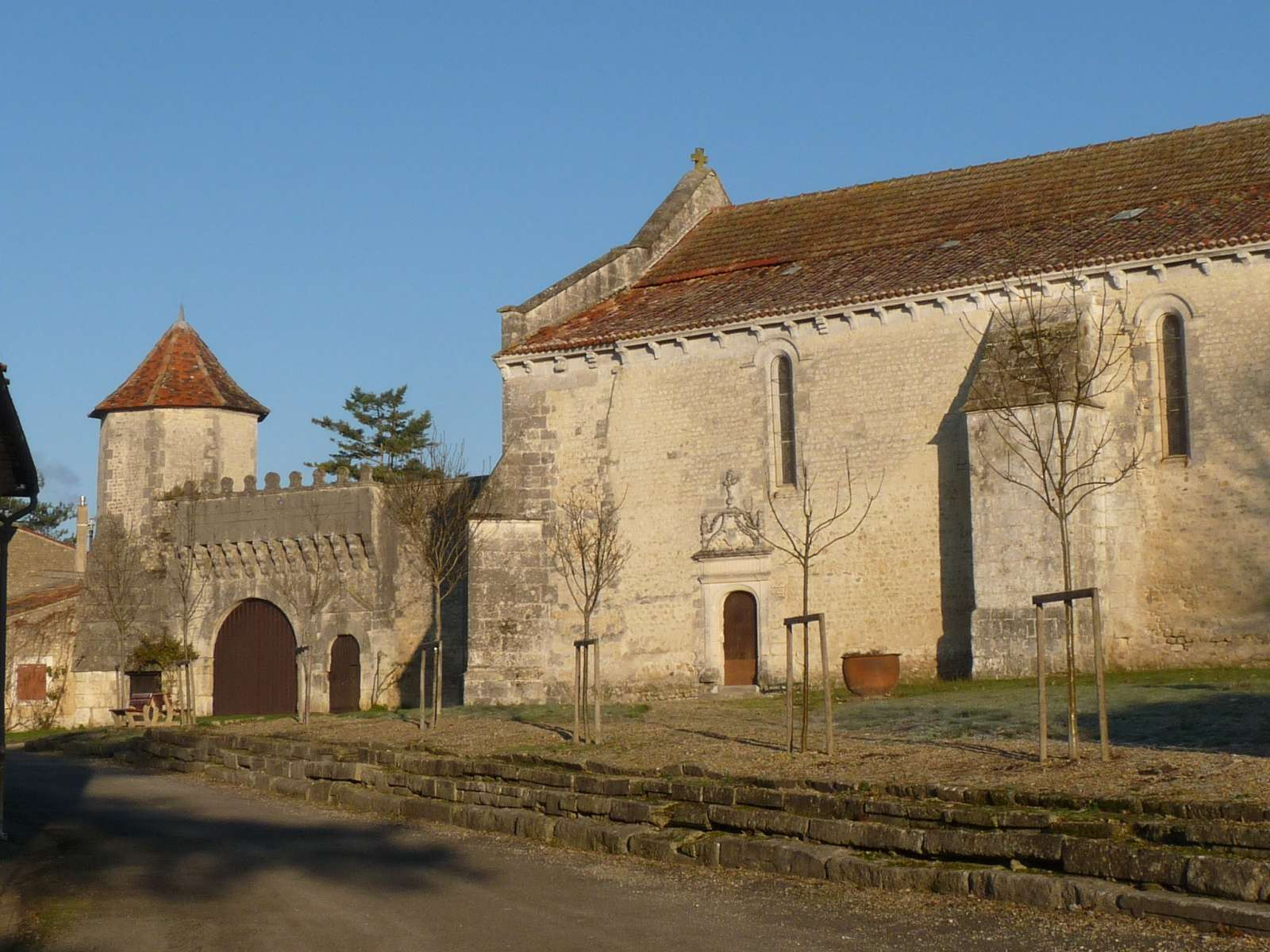
L'église et le château
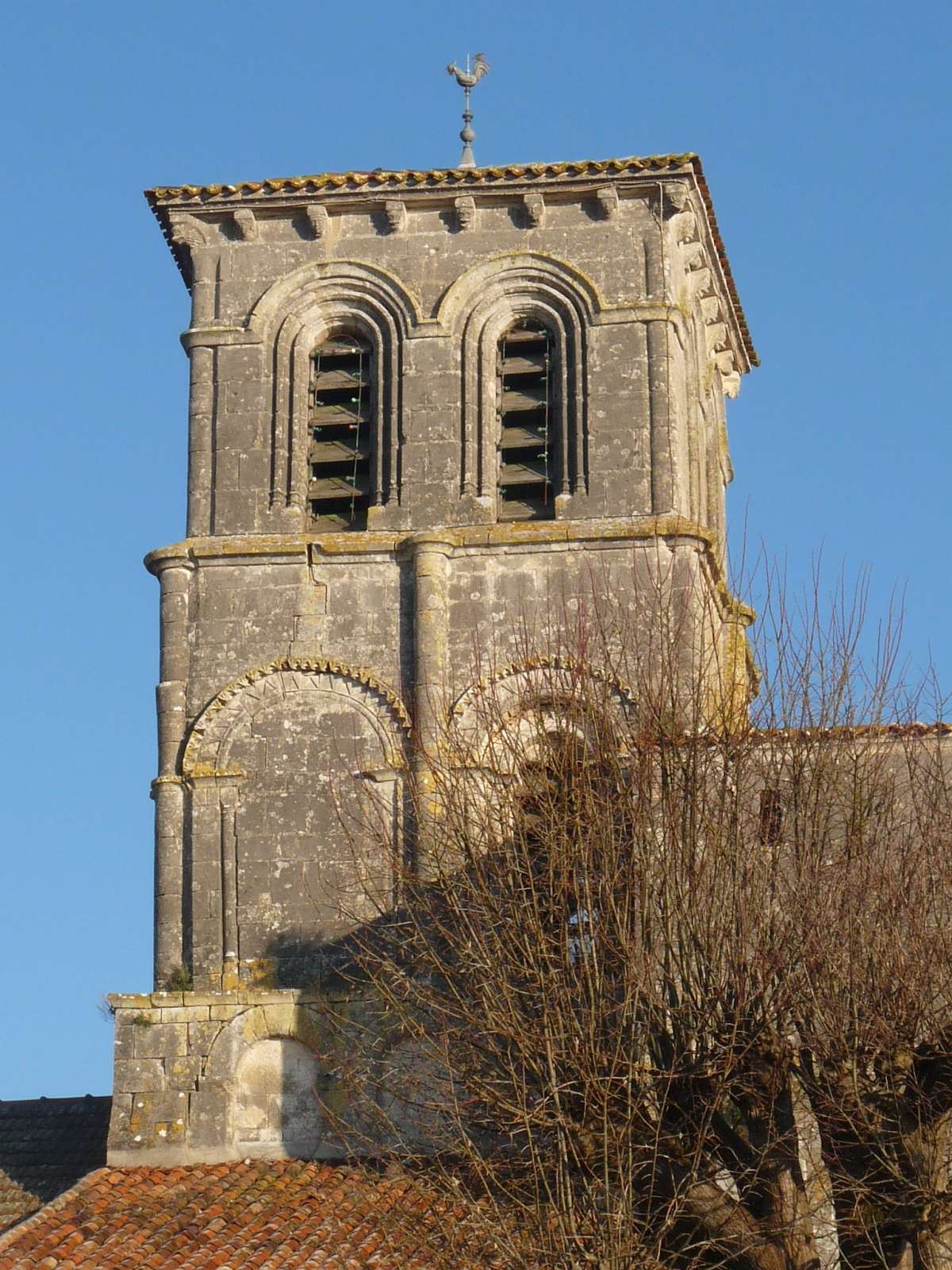
Le clocher
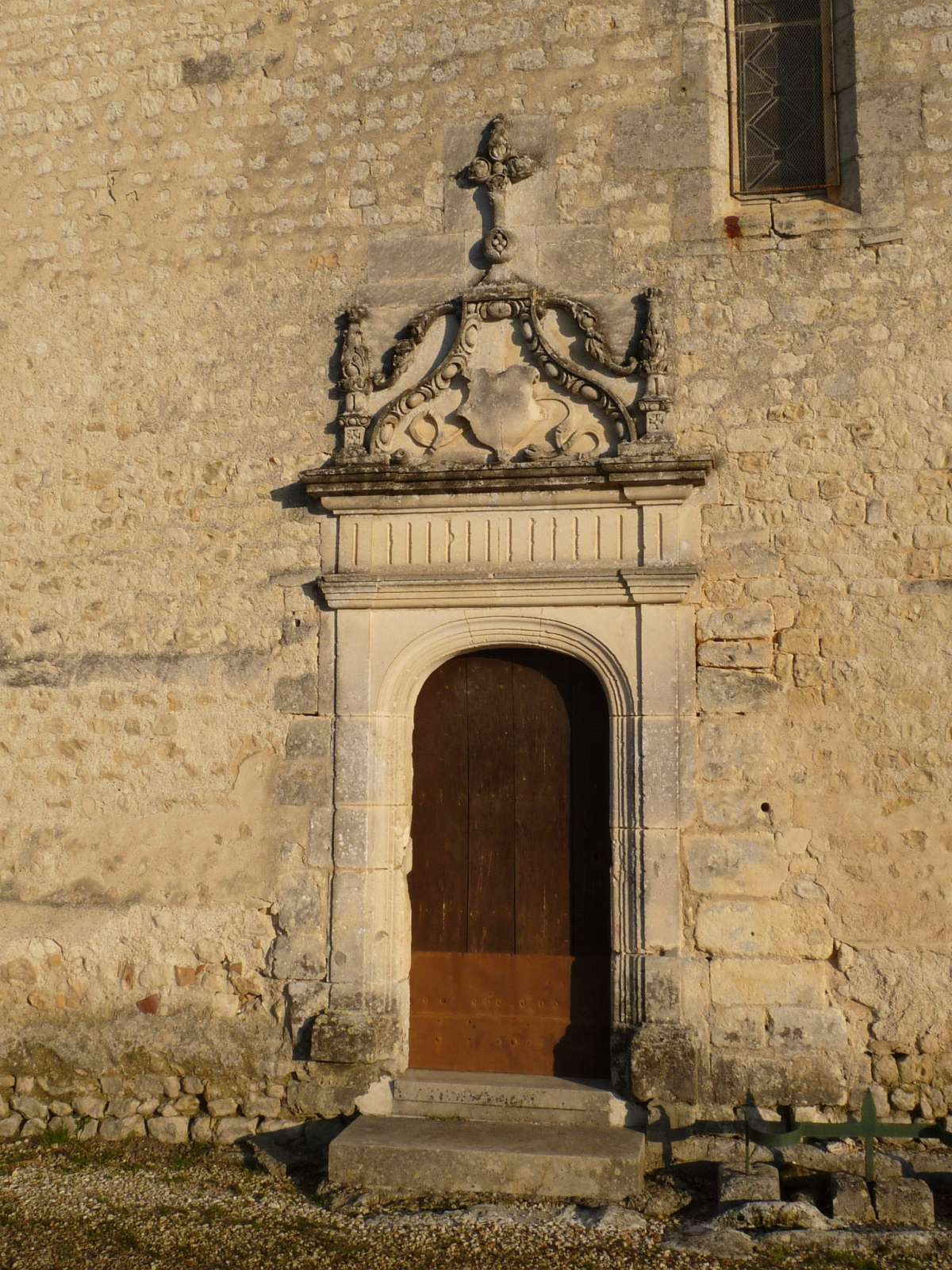
La porte Renaissance
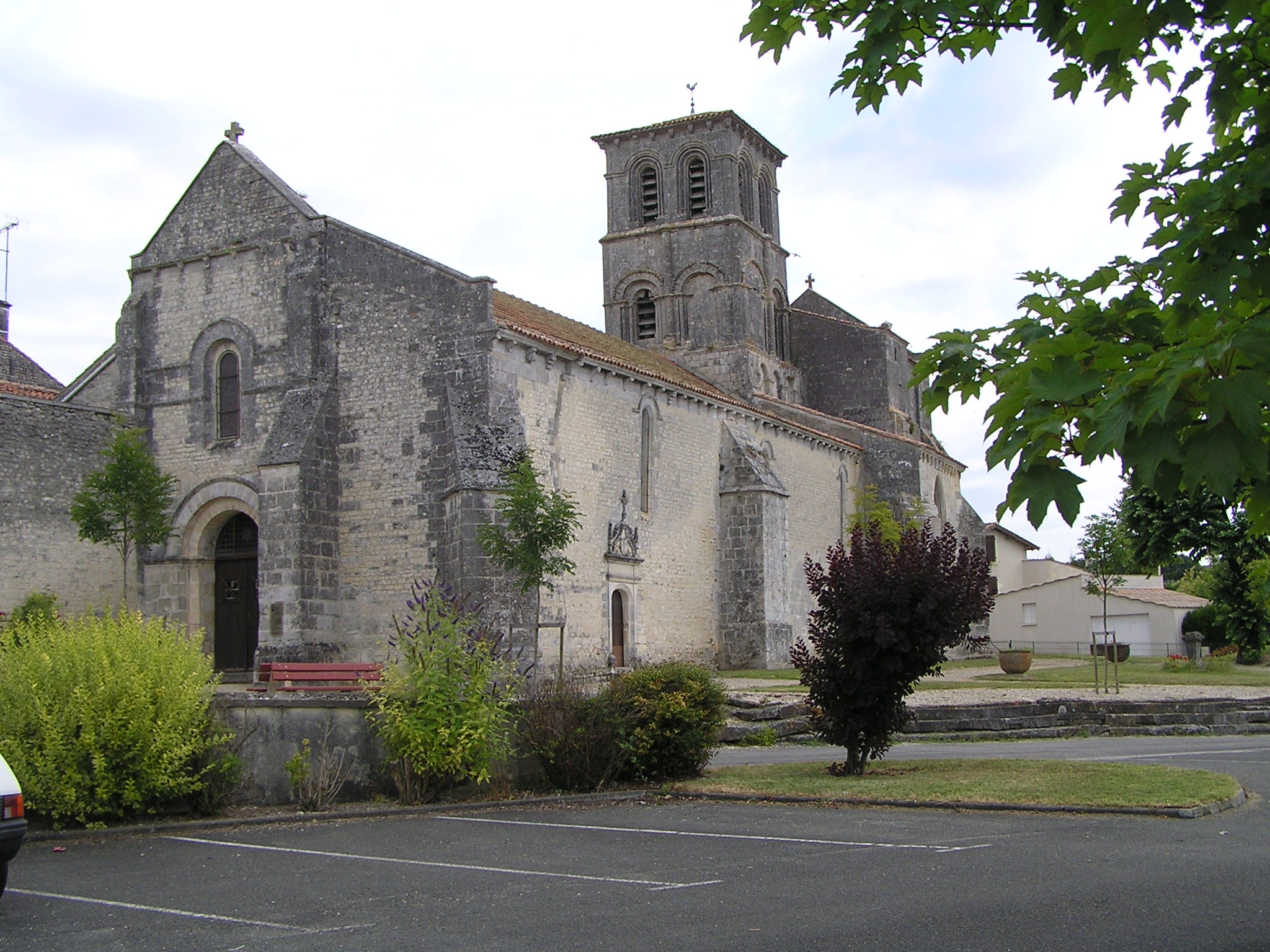
La façade.

#### Calvaire et croix
Six croix de chemin et de cimetière sont réparties sur la commune dont celle de l'église, calvaire
dont la construction date du XIIe et XVIe siècles inscrite monument historique depuis 1991.

Calvaire de l'église
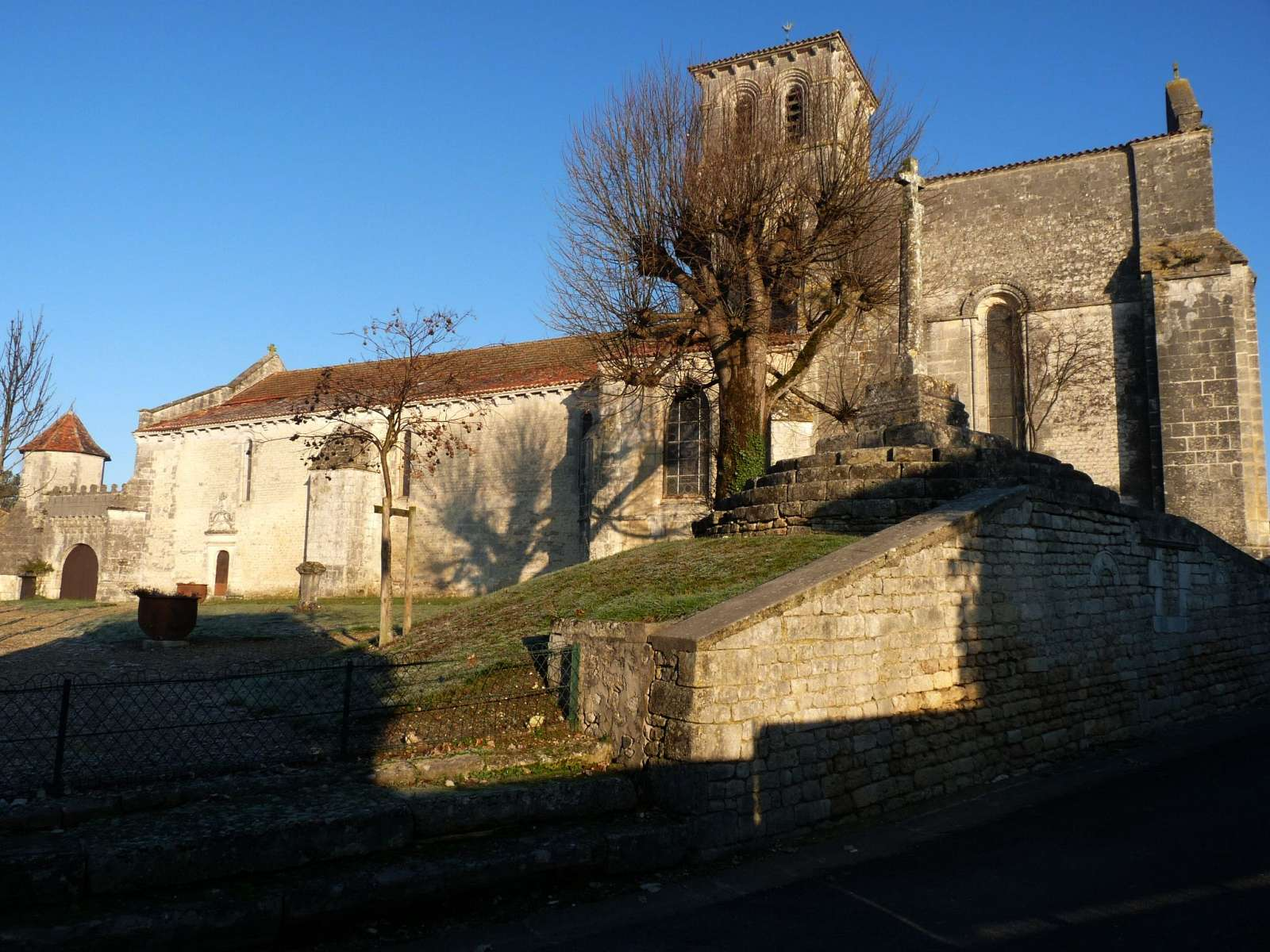
Vue devant l'église
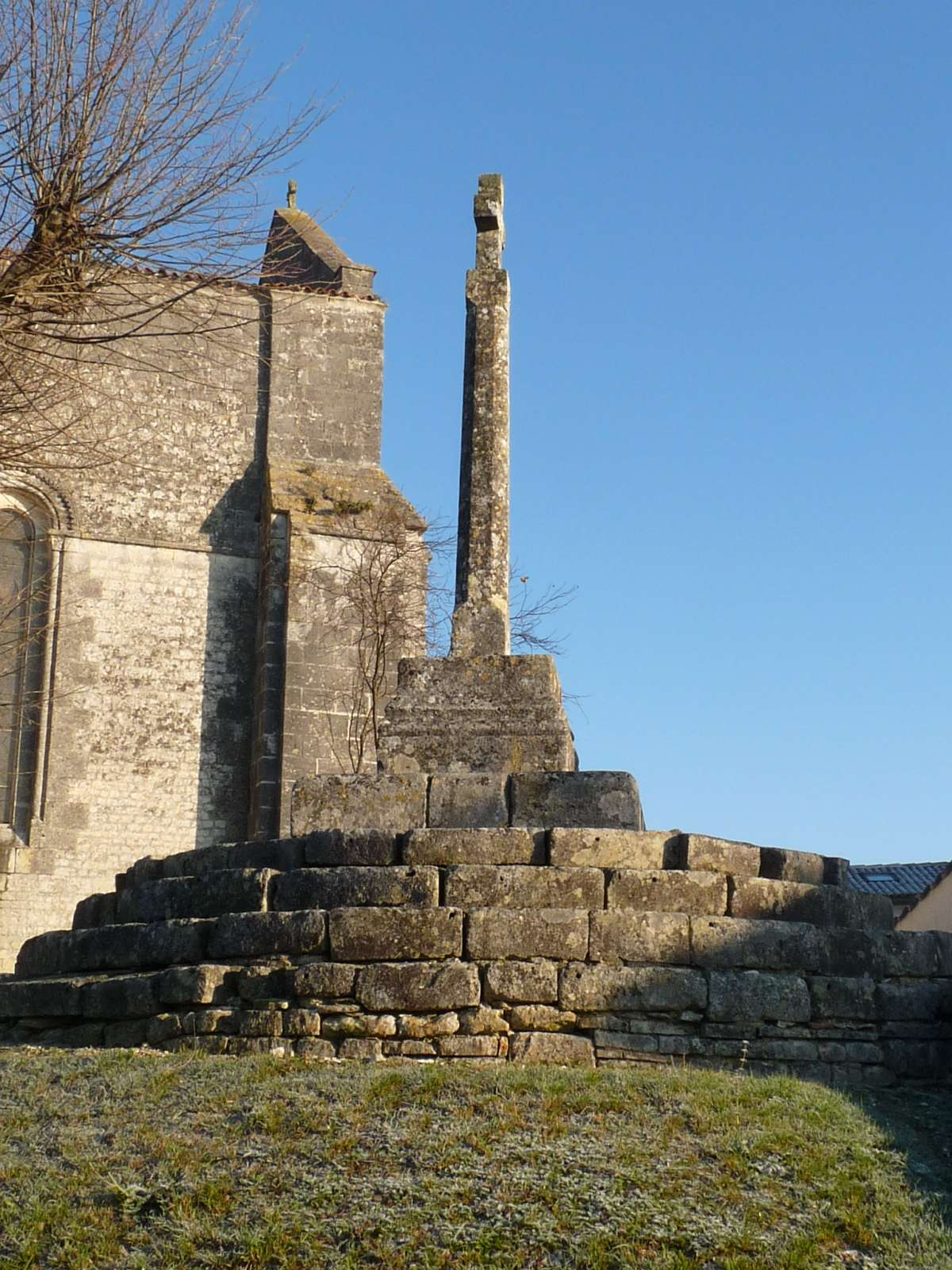
La croix et le socle
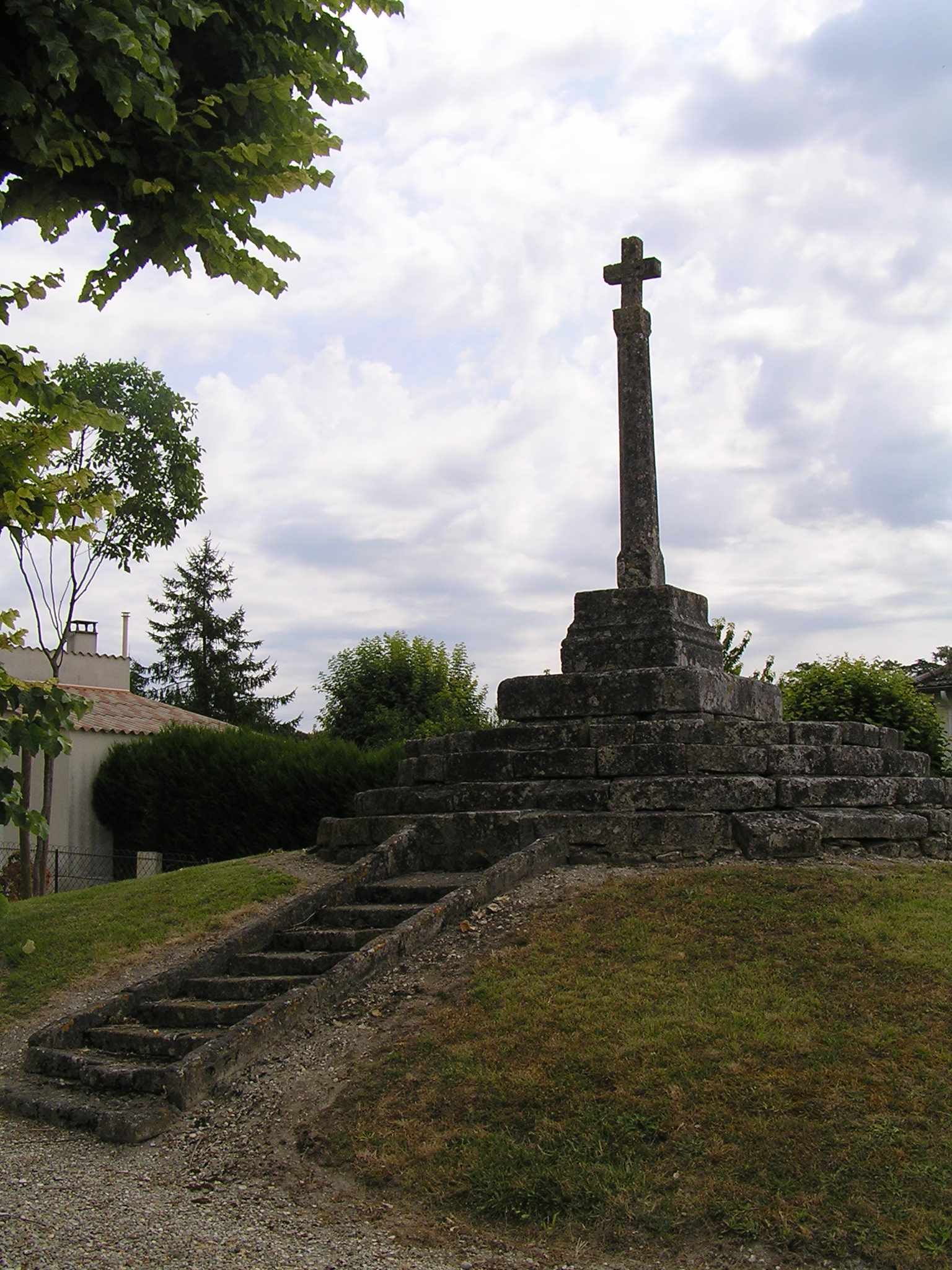
L'escalier
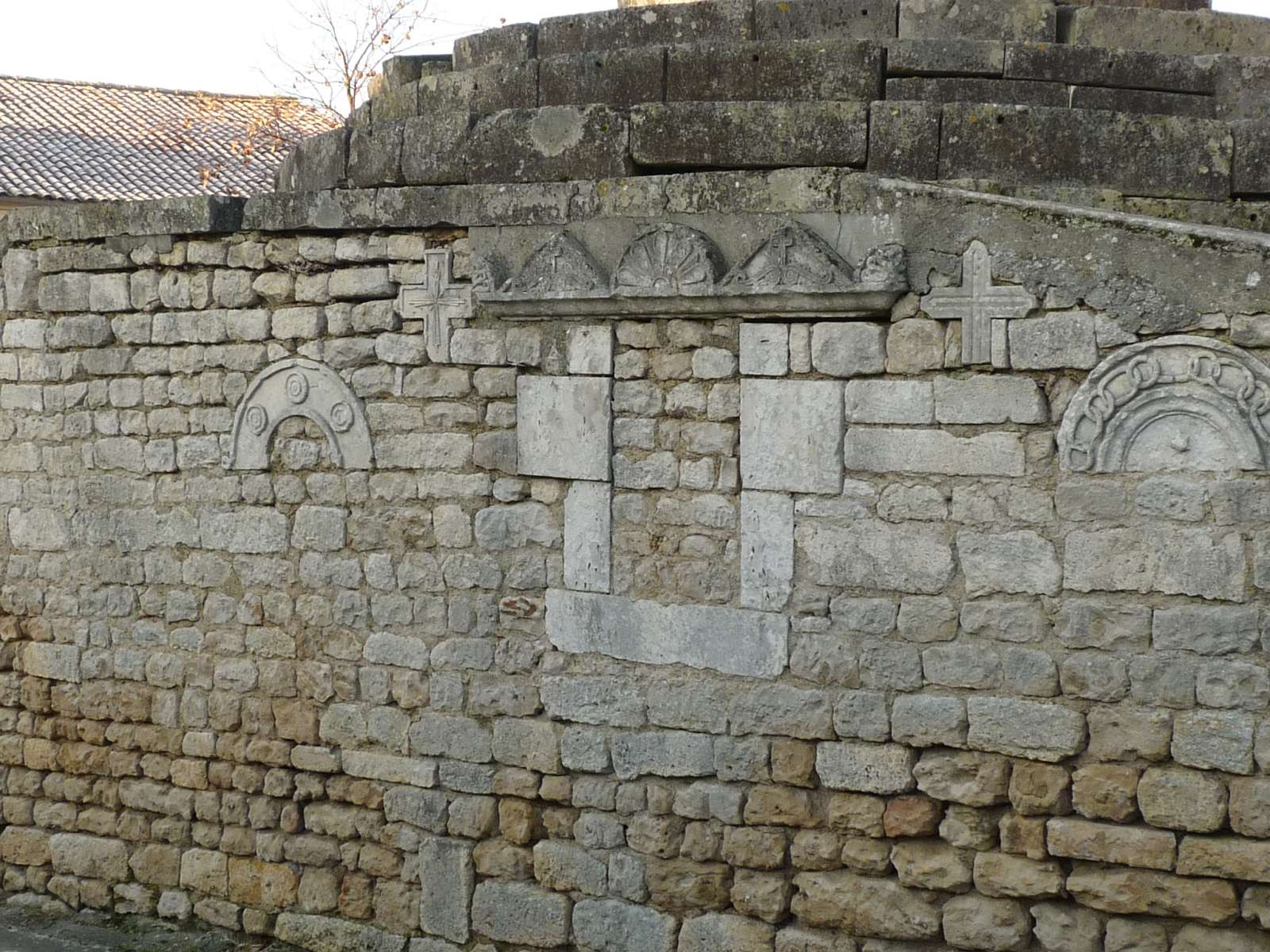
Sculptures anciennes sur le mur

#### Ancien temple

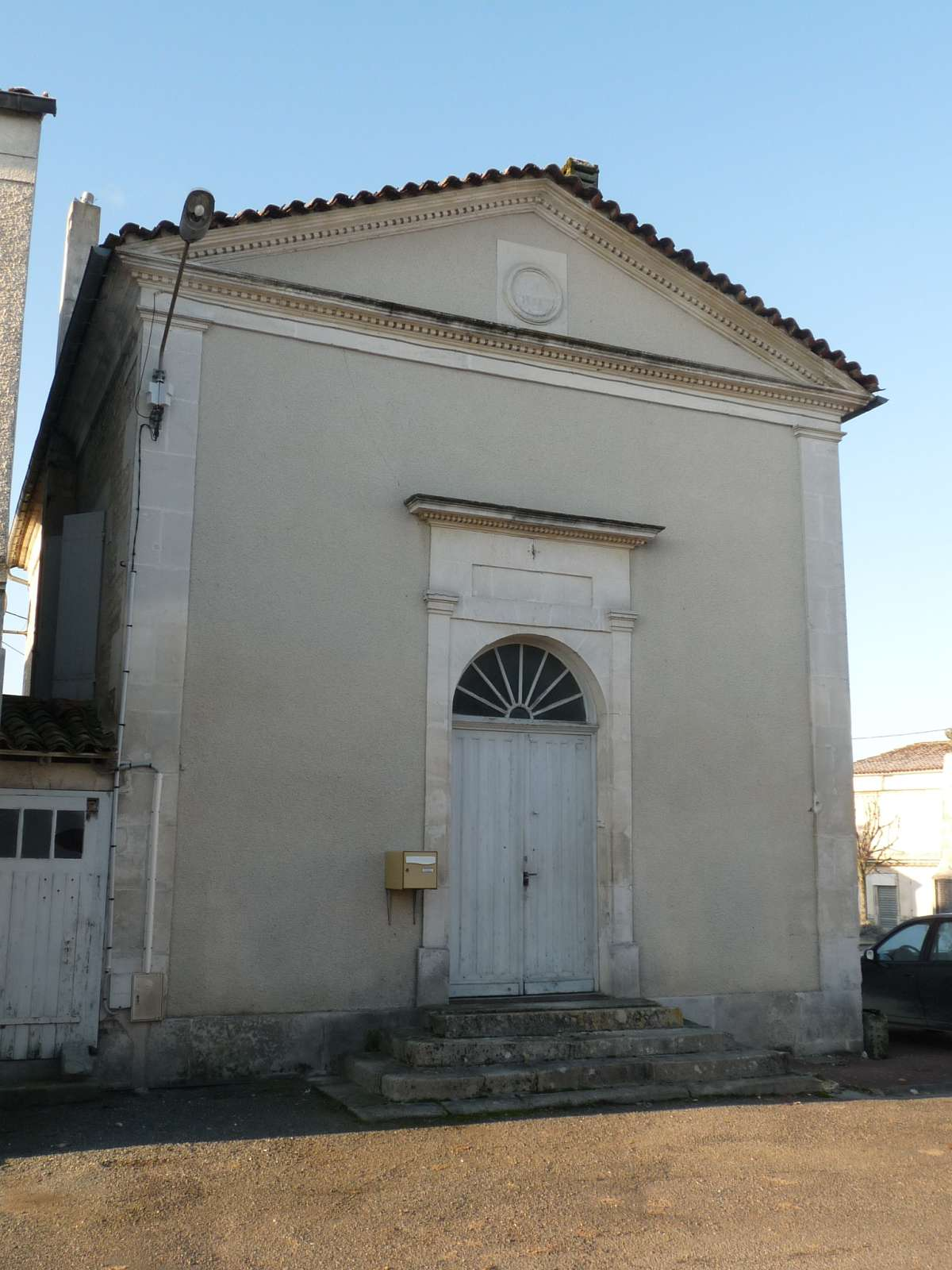
Ancien temple

Un ancien temple protestant est situé au bourg. Il est aménagé en maison d'habitation.

### Patrimoine civil

#### Le château

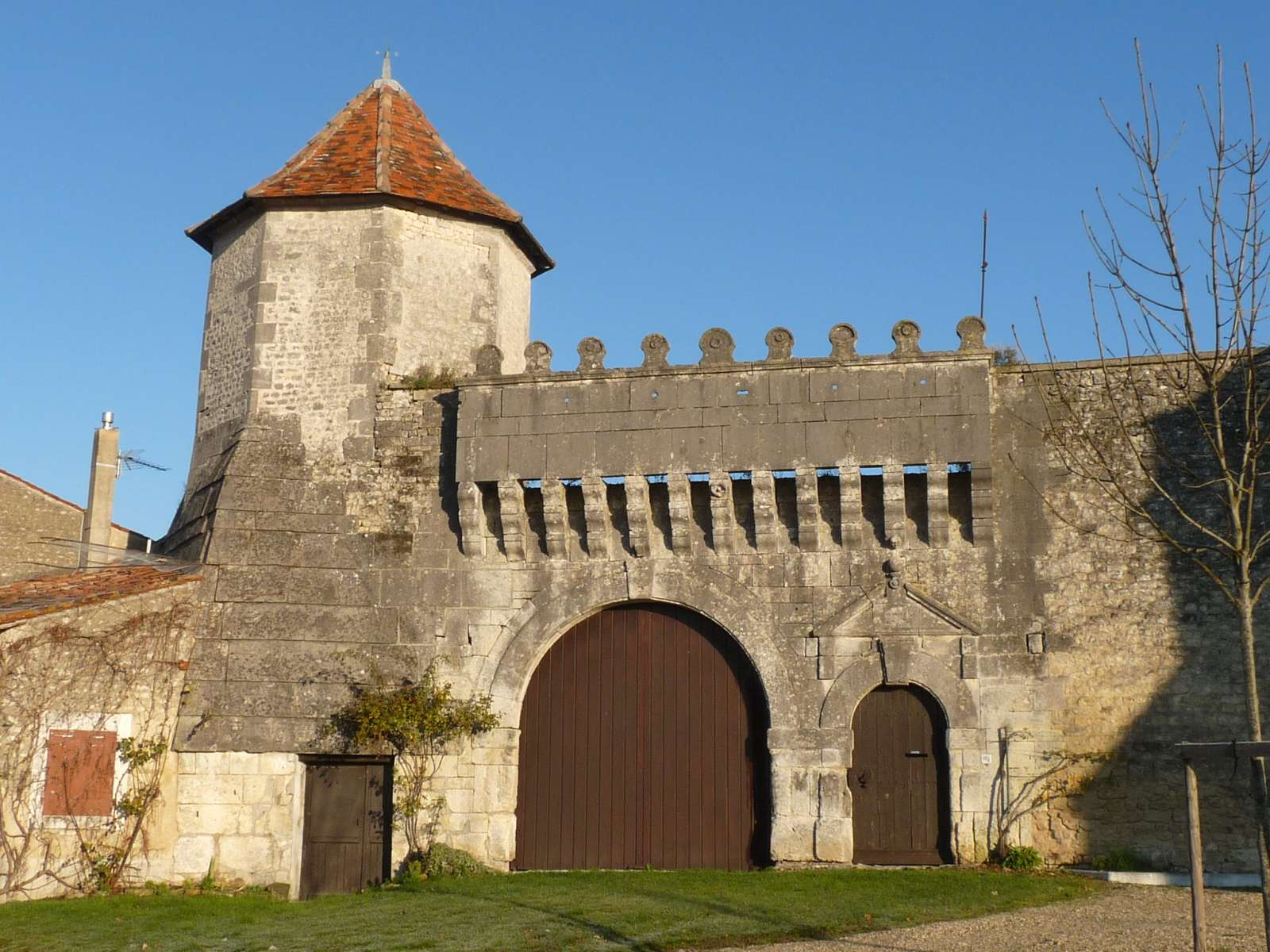
L'entrée du château

Au château de Juillac-le-Coq des travaux ont eu lieu en 1594 puis tout au long du XVIIe siècle. Le portail, avec grande et petite porte en plein cintre, et sur les mâchicoulis une murette avec rangée de pinacles baroques ornés de rosaces. La tourelle polygonale couverte d'un toit à pans attenante et la grange semblent dater du XVIe siècle.  La tour servait alors de prison. Le logis a été très remanié au XIXe siècle.
- Autres illustrations sur le Château de Juillac-le-Coq sur Commons

#### Château de Beauregard

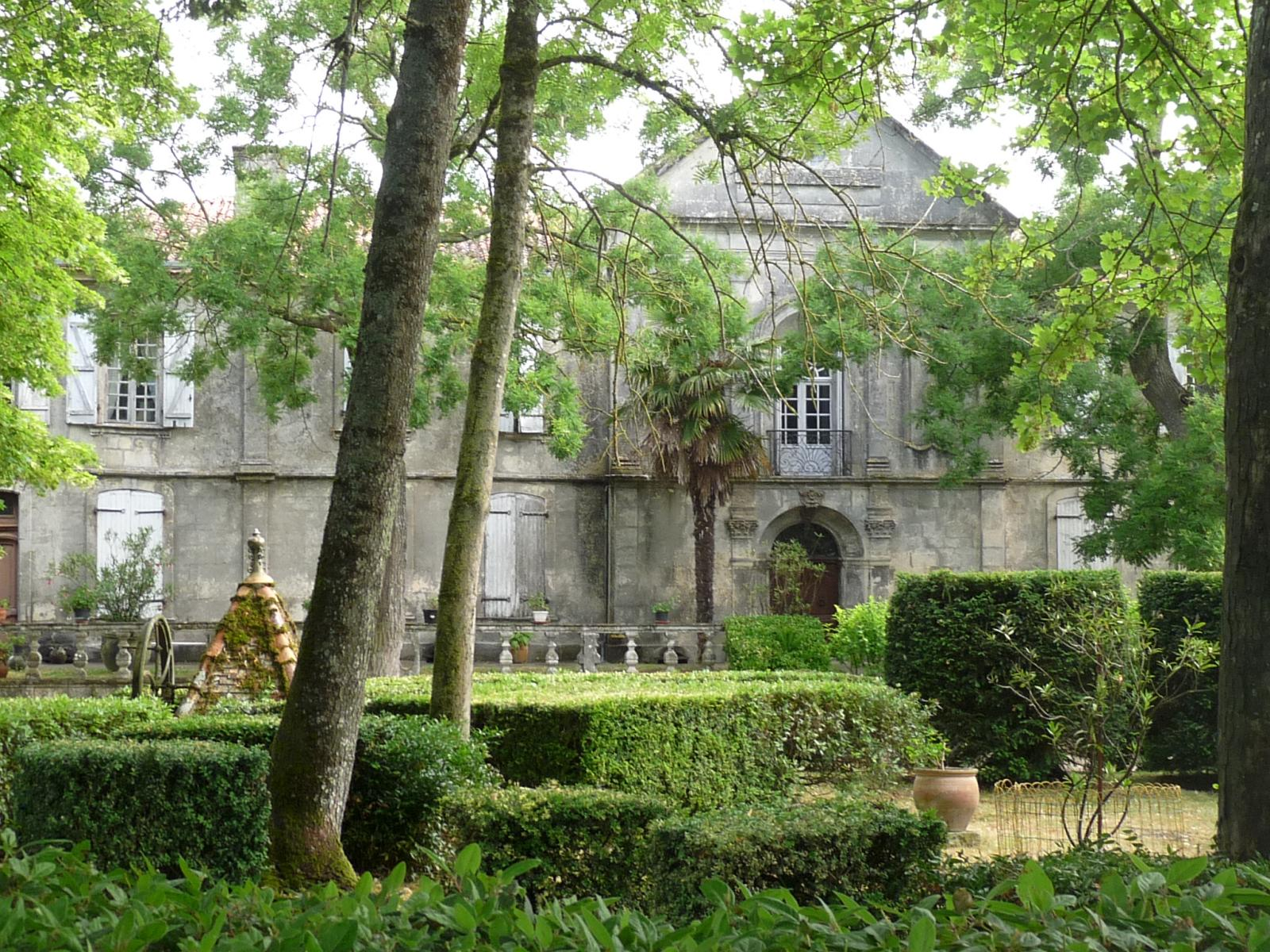
Entrée du château de Beauregard

Le Château de Beauregard du XVIIIe siècle (daté de 1723 sur les écuries et de 1761 sur la porte nord du logis) remarquable par cheminées et les terrasses avec leurs balustres et leurs emmarchements est inscrit par arrêté du 8 juillet 1988.

#### Logis du Frêne
Logis du Frêne, construit à flanc de coteau porte la date de 1589 inscrite près de l'oriel qui orne la façade du logis. Le portail et les tours de l'enceinte semblent bien dater eux aussi de la fin du XVIe siècle; ancienne possession des familles de Verdelin et de Brémond d'Ars.

Logis du Frêne
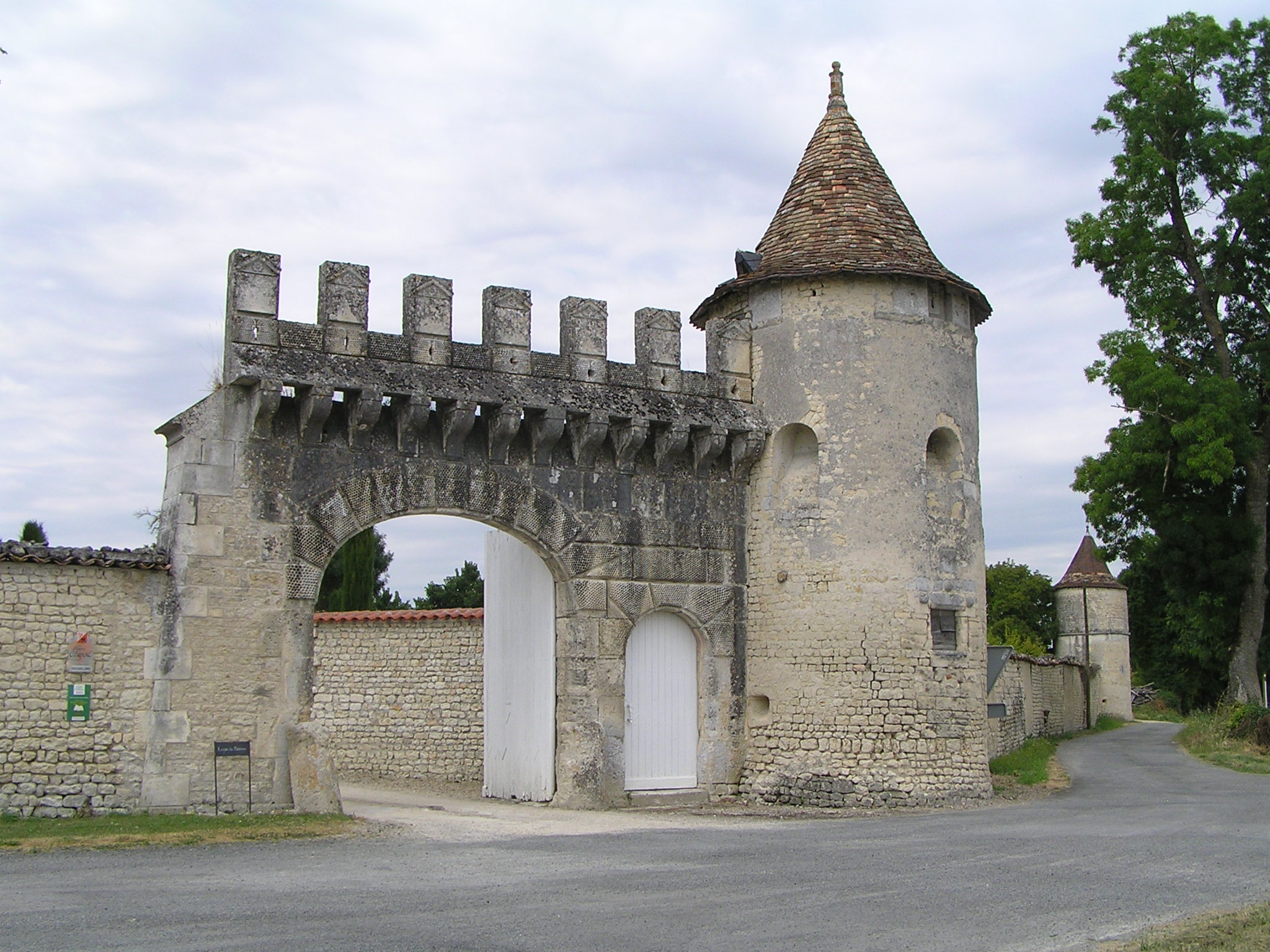
L'entrée
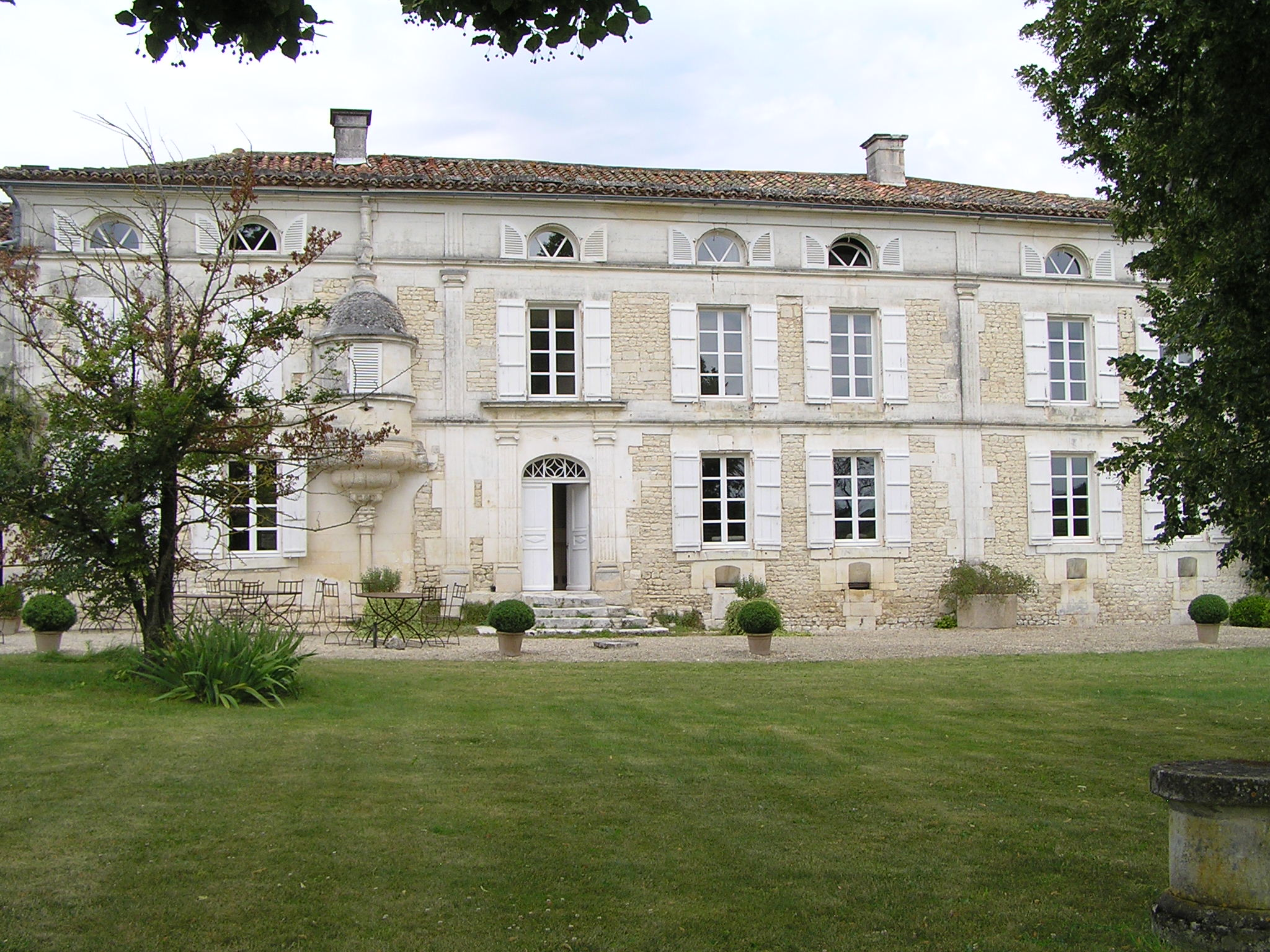
La façade
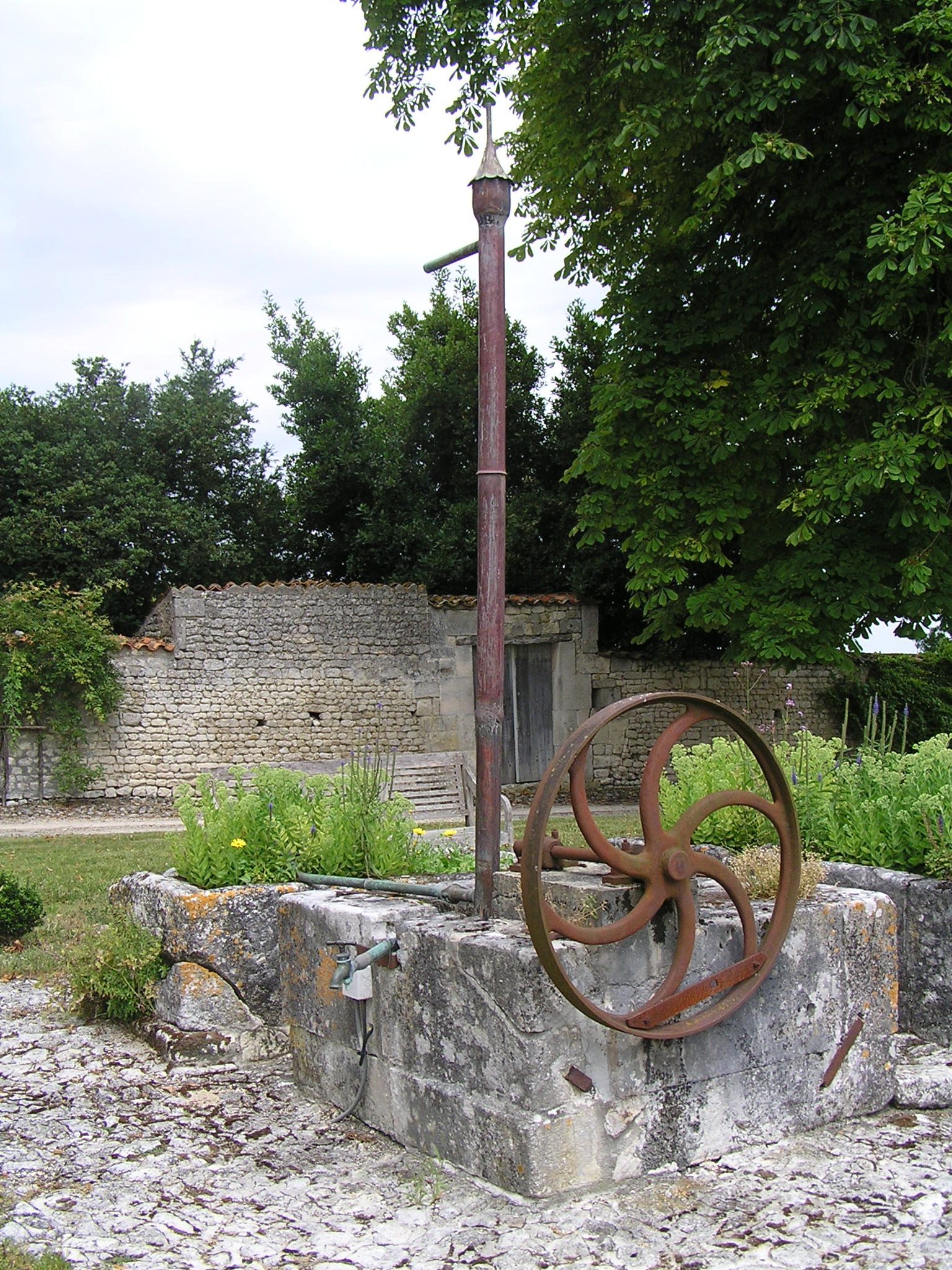
Puits dans la cour d'honneur

Il est aménagé en hôtel de charme.

#### Autres
Le patrimoine bâti comporte de nombreuses fermes, dont une du XVIIe siècle, quatre du XVIIIe siècle et deux  du début du XIXe siècle, un pigeonnier, des puits, une fontaine et un lavoir au Coq et un moulin.

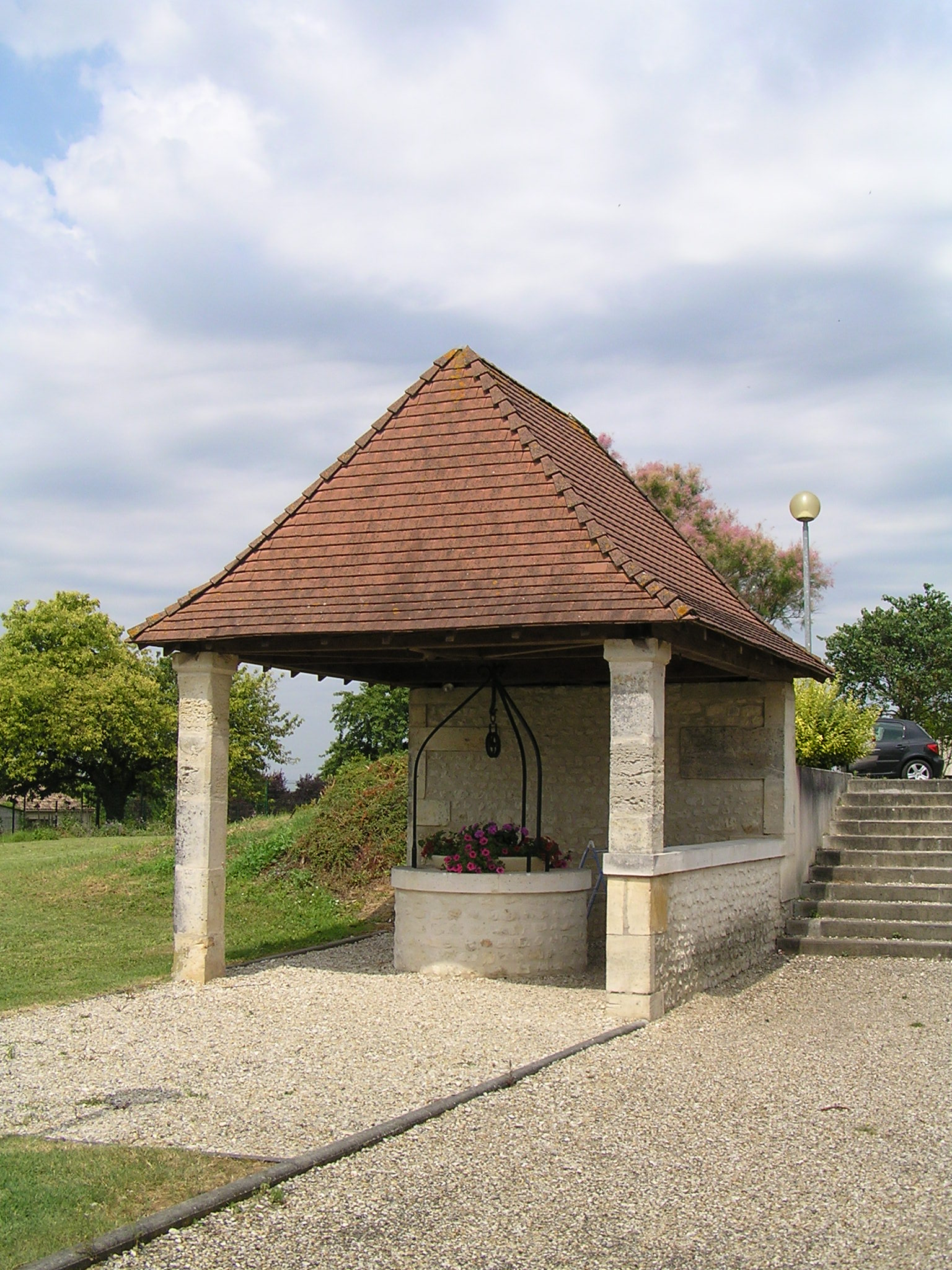
Puits couvert
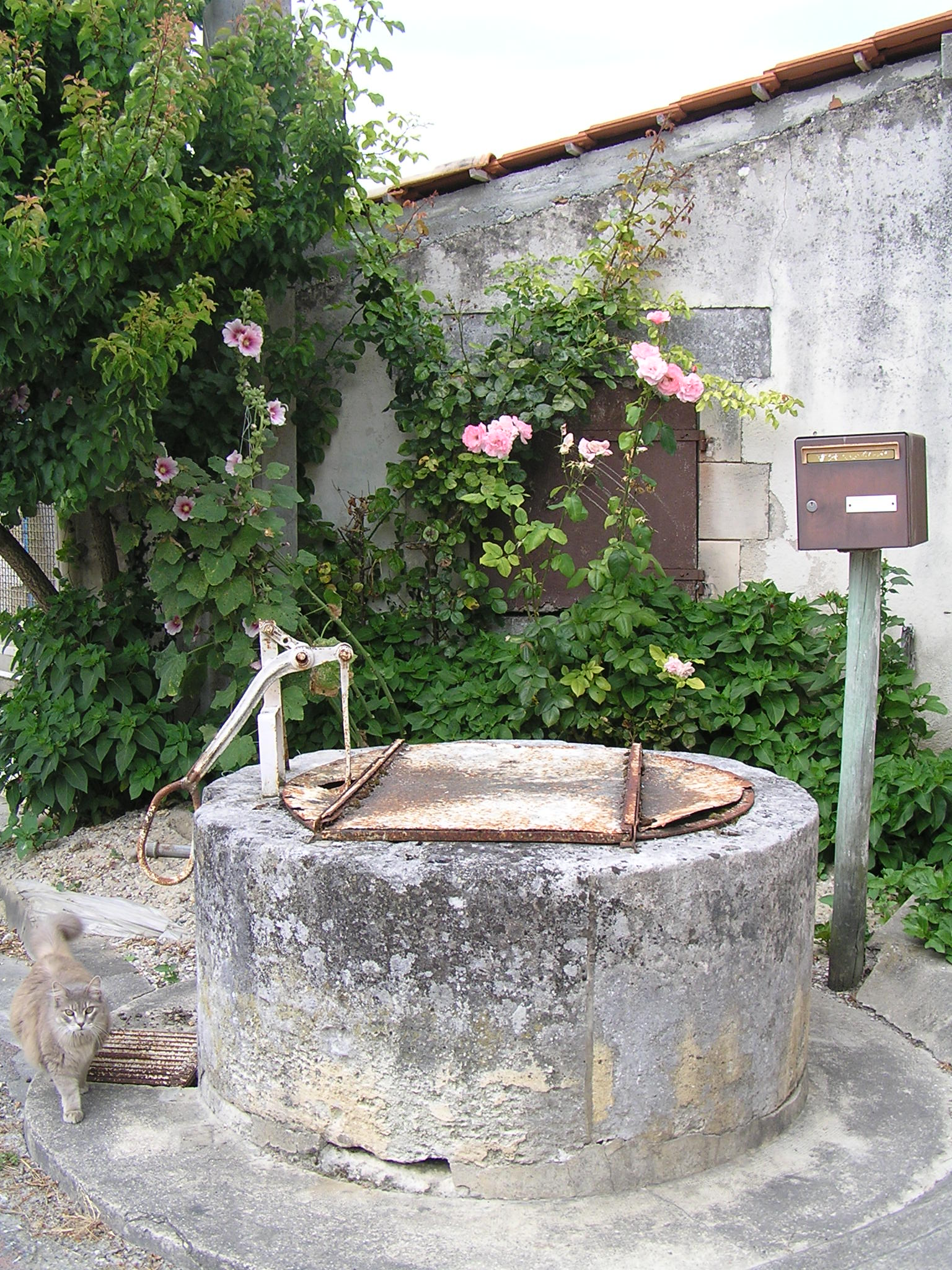
Autre puits
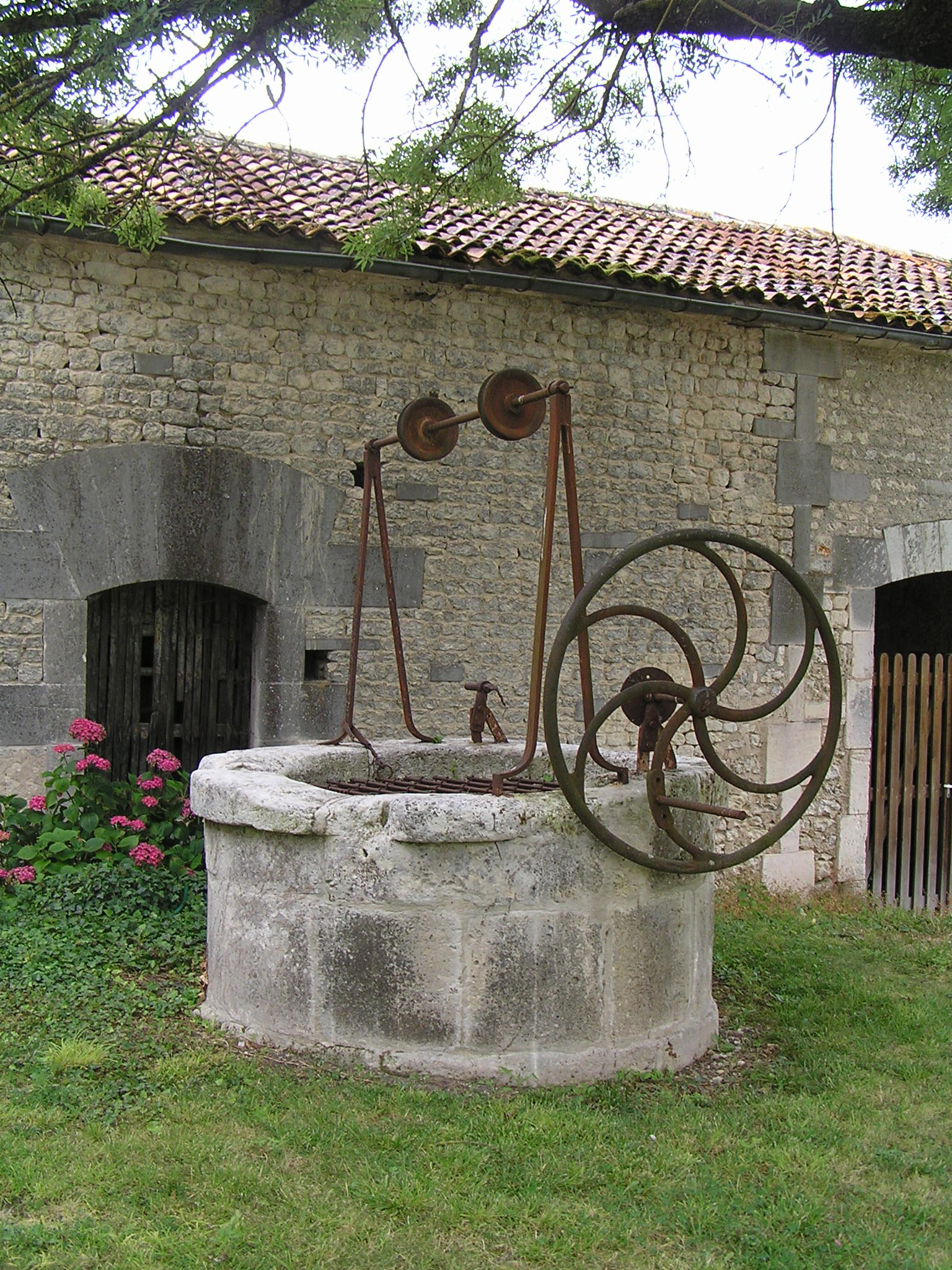
Puits côté ferme du Frêne
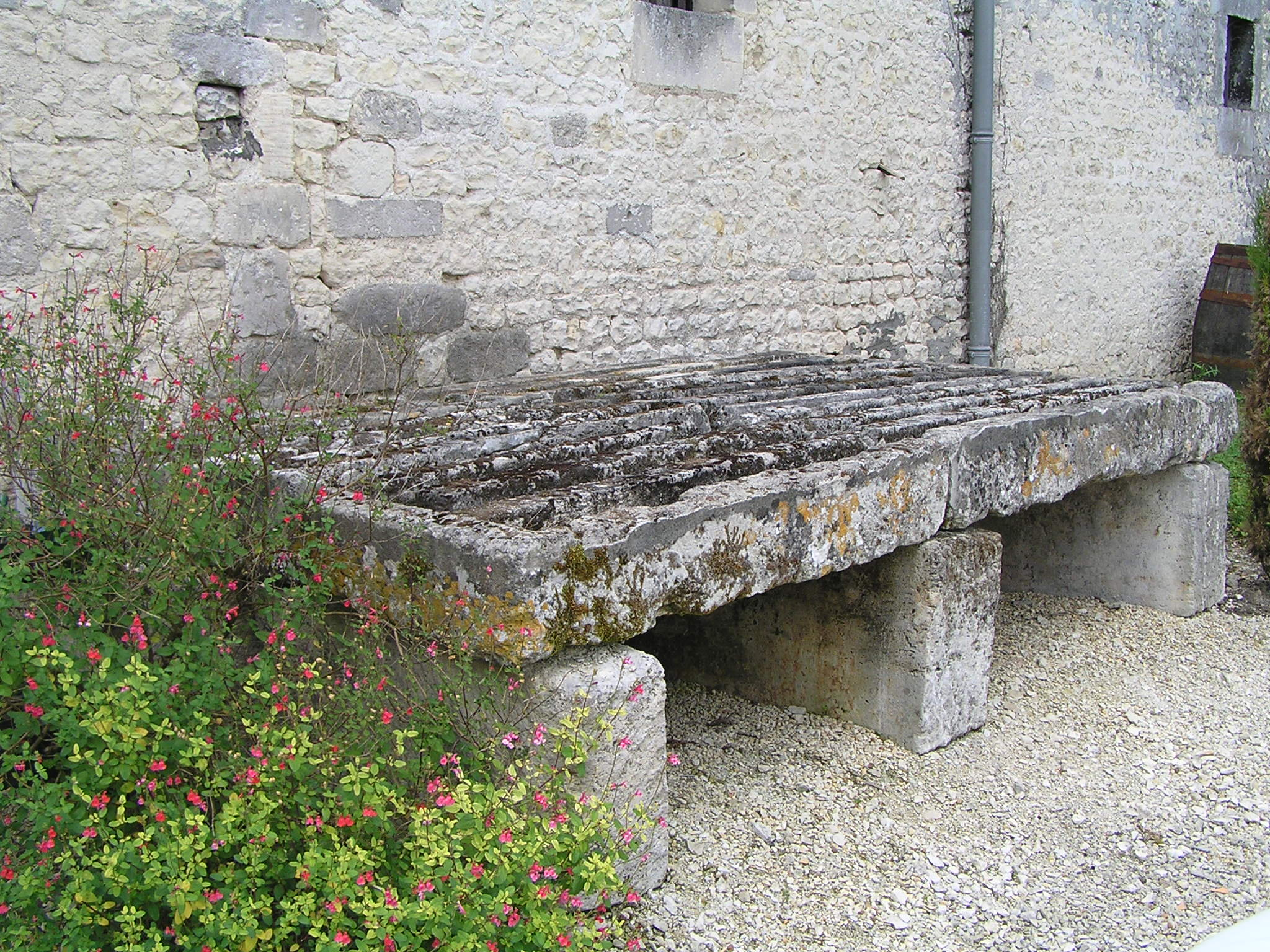
Rafraîchissoir du Frêne
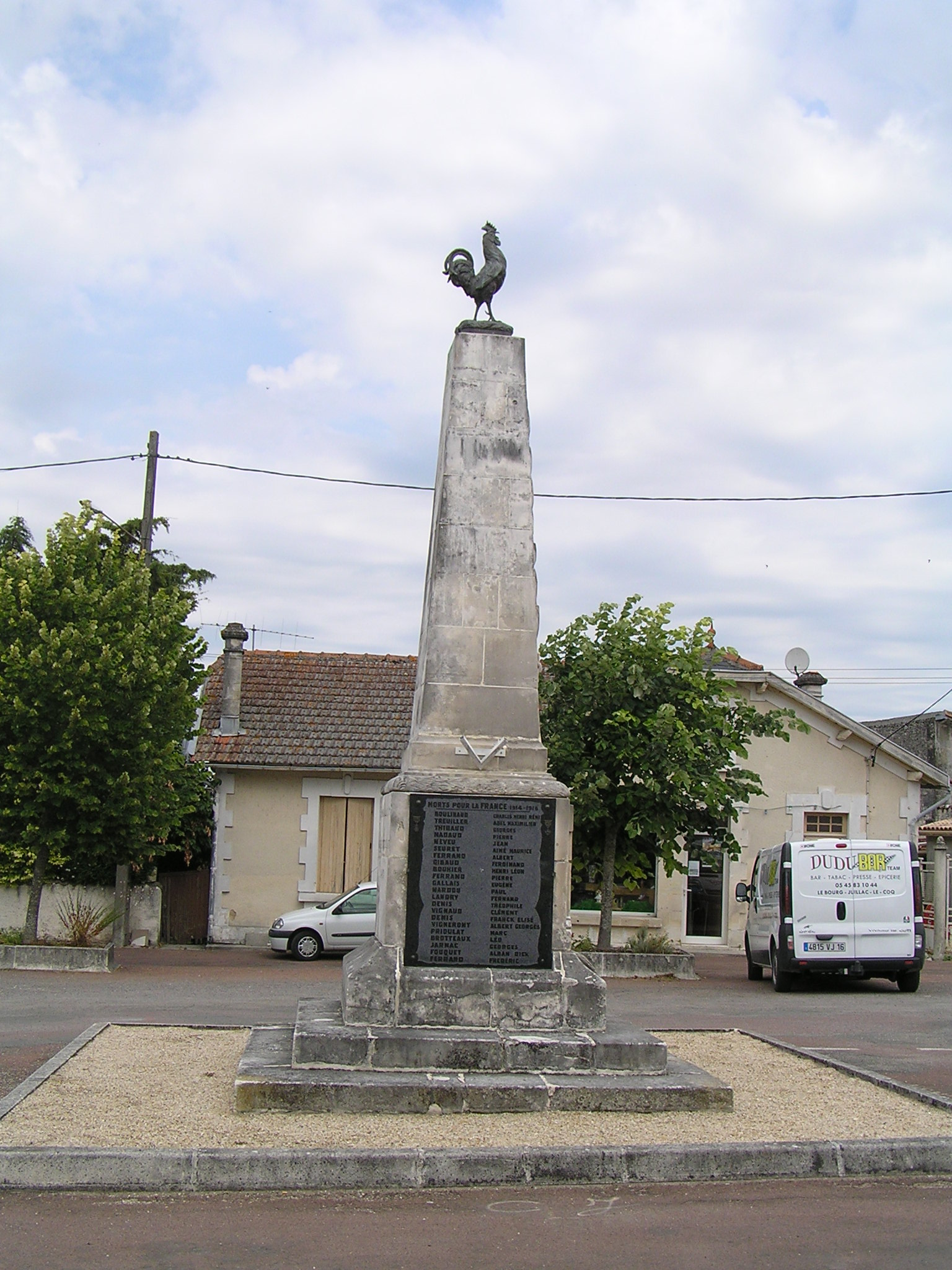
Le monument aux morts

## Personnalités liées à la commune
- Rigaud de Barbezieux (1140-1163), troubadour, propriétaire et droit de vicaria dans la paroisse[40]